# Harem
Pour les articles homonymes, voir Harem (homonymie).
Ne doit pas être confondu avec Haram ou Herem.

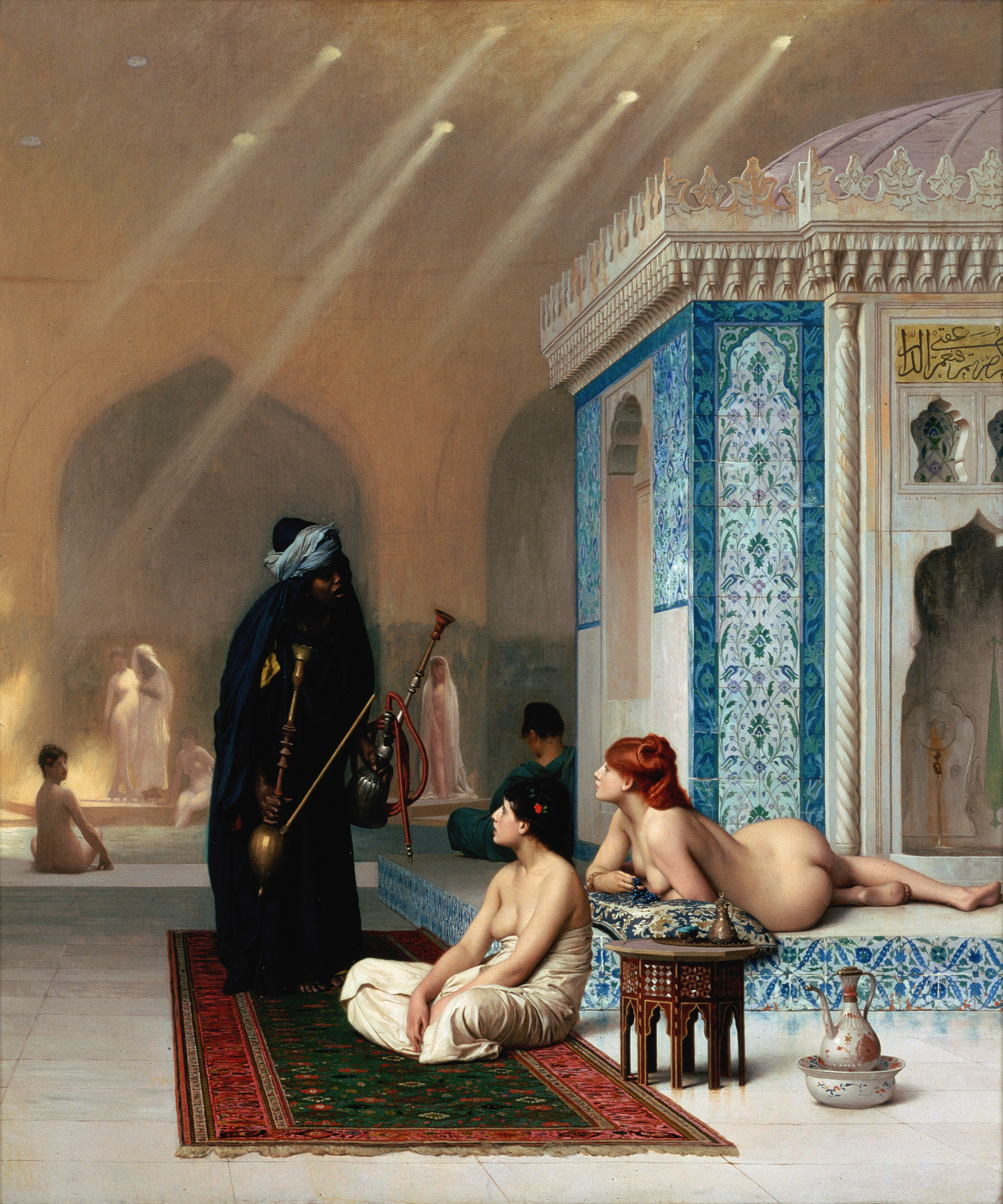
Hammam : Les Bains du harem, peinture occidentale orientaliste de J.-L. Gérôme (XIXe siècle).

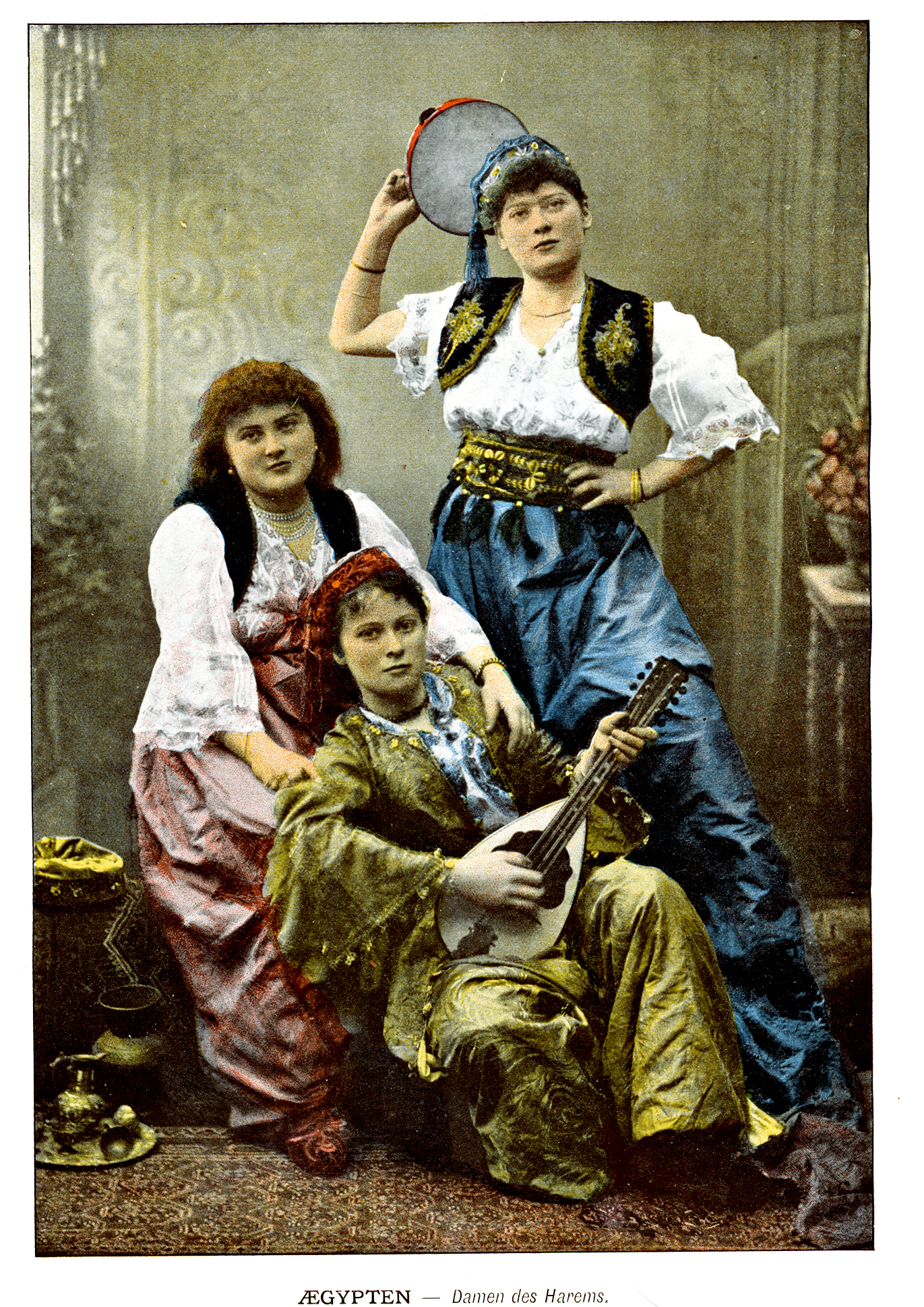
Harem en Égypte (XIXe siècle).

Un harem (arabe : حريم, « harem » ou « gynécée ») désigne à la fois la suite de femmes (concubines ou simples « beautés ») qui entouraient un personnage important du monde arabo-musulman, ainsi que leur lieu de résidence, aussi appelé sérail. Par extension, le terme est aussi utilisé pour d'autres civilisations, comme l'Égypte antique ou la Chine impériale.

## Présentation
Au sens oriental, « harem » est synonyme de « interdit aux hommes ». En effet, le terme dérive du mot harâm qui désigne ce qui est illicite, interdit, prohibé par la religion musulmane. Son antonyme est halâl, c'est-à-dire ce qui est permis par la religion. Les deux termes appartiennent au hudûd, catégorie de peines selon la charia qui fixe les limites entre ce qui est permis et ce qui est interdit.
Les harems étaient présents dans de nombreuses civilisations antiques. L'historienne Juliette Dumas, spécialiste de l'Empire ottoman, souligne le fait que l'Occident a « islamisé » le harem, au sens où il l'a associé aux sociétés musulmanes, alors que cette pratique précède l'islam de plusieurs milliers d'années, et que les gynécées ont existé en Europe avant même de christianisation du continent.
Le discours savant orientaliste a longtemps perpétué la représentation exclusive du harem comme une sorte de prison pour les femmes. Des historiens diversifient aujourd'hui les approches du harem, qui était aussi « un espace de pouvoir féminin » ; ainsi, la mère du souverain y exerçait une puissance supérieure à celle de nombreux hommes ; le harem était également un lieu fortement hiérarchisé ; les questions de genre liées aux femmes, à l'homosexualité et l'eunuchisme dans le harem ont inspiré maintes études.

## Dans l'Antiquité

### Égypte ancienne
Les quartiers des femmes du palais du pharaon dans l'Égypte ancienne sont parfois désignés par les historiens modernes comme un harem.
L'hypothèse populaire selon laquelle l'Égypte pharaonique avait un harem est cependant un anachronisme ; tandis que les femmes et les enfants du pharaon, y compris sa mère, ses épouses et ses enfants, avaient leurs propres quartiers d'habitation avec sa propre administration dans le palais du pharaon, les femmes royales ne vivaient pas isolées du contact avec les hommes ou isolées du reste de la cour de la manière associée au terme "harem". La coutume de désigner les quartiers des femmes du palais du pharaon comme un "harem" est donc apocryphe et a été utilisée en raison d'hypothèses incorrectes selon lesquelles l'Égypte ancienne était similaire à la culture islamique postérieure du harem.

### Proche-Orient ancien
Les rois de l'ancienne Assyrie sont connus pour avoir eu un harem réglementé par des édits royaux, dans lequel les femmes vivaient dans l'isolement gardé par des eunuques esclaves.
Un certain nombre de règlements visaient à éviter que les différends entre les femmes ne se transforment en intrigues politiques. Les femmes étaient gardées par les eunuques qui empêchaient également leurs disputes de se transformer en complots politiques, interdisaient de donner des cadeaux à leurs serviteurs (car ces cadeaux pouvaient être utilisés comme pots-de-vin) et interdisaient les visiteurs qui n'avaient pas été examinés et approuvés par des fonctionnaires.
Au VIIe siècle av. J.-C., l'Assyrie est conquise par l'Empire mède, qui semble avoir adopté la coutume du harem, reprise ensuite par l'Empire achéménide.

### Grèce et Byzance
L'isolement des femmes dans une partie spéciale de la maison qui leur était réservée était courant parmi les élites de la Grèce antique ; cet espace à part était connu sous le nom de gynécée. Cependant, si la ségrégation entre les sexes était l'idéal officiel dans l'Athènes classique, la question de savoir dans quelle mesure cet idéal était réellement appliqué demeure sujet à débat ; on sait que même les femmes de la classe supérieure sont apparues en public et ont pu entrer en contact avec des hommes au moins lors d'occasions religieuses.
Ces idéaux grecs traditionnels se sont perpétués en tant qu'idéal pour les femmes dans l'Empire byzantin (où la culture grecque est finalement devenue dominante), bien que les normes idéales rigides d'isolement exprimées dans la littérature byzantine ne reflètent pas nécessairement la pratique réelle. Les empereurs byzantins étaient grecs orthodoxes et n'avaient pas plusieurs épouses - ou concubines officielles - isolées dans un harem. Lorsque la culture grecque a commencé à remplacer la culture romaine dans l'Empire byzantin au VIe siècle, les normes de modestie féminine imposaient aux femmes, en particulier celles de la classe supérieure, de rester dans un quartier spécial pour femmes (gynaikonitis, gynécée), et jusqu'au XIIe siècle, les hommes et les femmes sont connus pour avoir participé à des banquets séparés par sexe à la cour impériale ; cependant, les femmes impériales apparaissaient toujours en public et ne vivaient pas dans l'isolement, et la ségrégation sexuelle idéalisée n'a jamais été pleinement appliquée.

### Empires mède et achéménide
Il n'y a aucune preuve de pratiques de harem parmi les premiers Persans, c'est-à-dire du fait de prendre un grand nombre d'épouses ou de concubines et de les garder en isolement. Cependant, les dynasties persanes auraient adopté des pratiques de harem après leurs conquêtes au Moyen-Orient, où de telles pratiques étaient utilisées dans certaines cultures telles que l'Assyrie (l'Empire mède a conquis l'Assyrie au VIIe siècle av. J.-C., et l'Empire mède s'est transformé en empire achéménide). Selon des sources grecques, les Mèdes  nobles n'avaient pas moins de cinq épouses, qui étaient surveillées par des eunuques .
Les historiens grecs ont fait état de harems dans l'empire achéménide. Hérodote a rapporté que chaque homme royal ou aristocratique persan avait plusieurs épouses et concubines, qui venaient voir le mari à tour de rôle de manière bien réglementée et avait le contrôle exclusif des enfants qu'il avait conçus avec elles jusqu'à l'âge de cinq ans. 
Le mot vieux persan pour le harem n'est pas attesté, mais il peut être reconstruit comme xšapā.stāna (« station de nuit éclairée ou lieu où l'on passe la nuit »). La maison royale était contrôlée par la principale épouse et reine, qui était en règle générale la fille d'un prince persan et la mère de l'héritier du trône, et qui n'était soumise qu'au roi, avec son propre quartier d'habitation, ses revenus, ses domaines et son personnel, qui comprenait des eunuques et des concubines. Le deuxième rang sous la reine se composait des épouses secondaires légales, avec le titre bānūka ("Dame") ; le troisième rang était composé des princesses célibataires ainsi que des princesses mariées qui vivaient avec leur propre famille, avec le titre duxçī (fille). Le quatrième groupe de femmes du harem était formé des concubines royales esclaves, achetées sur les marchés aux esclaves, reçues en cadeau ou en hommage ou prises comme prisonnières de guerre. Les concubines ont été formées pour divertir le roi et ses invités en tant que musiciennes, danseuses et chanteuses. Le harem de Darius III aurait été composé de sa mère, sa reine-épouse, ses enfants, plus de 300 concubines et près de 500 domestiques.
Cependant, la question de savoir si la cour achéménide avait une culture de harem complète fait débat, car les femmes ne semblent pas avoir été complètement isolées dans le harem. Le fait que les femmes vivaient dans des quartiers séparés au Palais Royal ne signifie pas nécessairement qu'elles étaient isolées du contact des hommes, et malgré les rapports grecs (peut-être biaisés), il n'y a aucune preuve archéologique soutenant l'existence d'un harem impliquant un isolement des femmes au contact des hommes, à la cour achéménide. 
Les femmes royales et aristocratiques achéménides recevaient une éducation dans des matières qui ne semblaient pas compatibles avec l'isolement, comme l'équitation et le tir à l'arc. Il ne semble pas que les femmes royales et aristocratiques aient vécu à l'écart des hommes puisque l'on sait qu'elles apparaissaient en public et voyageaient avec leurs maris, participaient à la chasse et aux festins : du moins l'épouse principale d'un homme royal ou aristocratique ne vivait pas dans l'isolement, car il est clairement indiqué que les épouses accompagnaient habituellement leurs maris aux banquets du dîner, même si elles quittaient le banquet lorsque entraient les «femmes d'amusement» du harem, et que les hommes commençaient à "faire la fête".
On sait peu de choses sur les prétendus harems des Parthes. Les hommes royaux parthes auraient eu plusieurs épouses et les gardaient assez isolées de tous les hommes sauf des parents et des eunuques. Selon des sources romaines, les rois parthes avaient des harems remplis d'esclaves et d'hétaïres isolées du contact des hommes, et les femmes royales n'étaient pas autorisées à participer aux banquets royaux. Les hommes parthes aristocratiques semblent également avoir eu des harems, comme le rapportent des sources romaines d'hommes riches voyageant avec des centaines de concubines gardées. Cependant, les rapports romains sur les harems parthes semblent refléter les rapports grecs traditionnels sur les harems achéménides, et ils sont également biaisés et ne peuvent pas être vérifiés par des preuves archéologiques.

### Inde
Les traditions sud-asiatiques d'isolement féminin, appelées purdah, peuvent avoir été influencées par les coutumes islamiques, mais la pratique de la ségrégation par sexe dans la société hindoue est antérieure aux conquêtes musulmanes dans le sous-continent indien.
Ashoka (IIIe siècle av. J.-C.), l'empereur de l'empire Maurya en Inde, gardait un harem d'environ 500 femmes, qui étaient toutes soumises à des règles strictes d'isolement et d'étiquette.

## Le haremlik (Empire ottoman)
(mars 2016).
Si vous disposez d'ouvrages ou d'articles de référence ou si vous connaissez des sites web de qualité traitant du thème abordé ici, merci de compléter l'article en donnant les références utiles à sa vérifiabilité et en les liant à la section « Notes et références ».

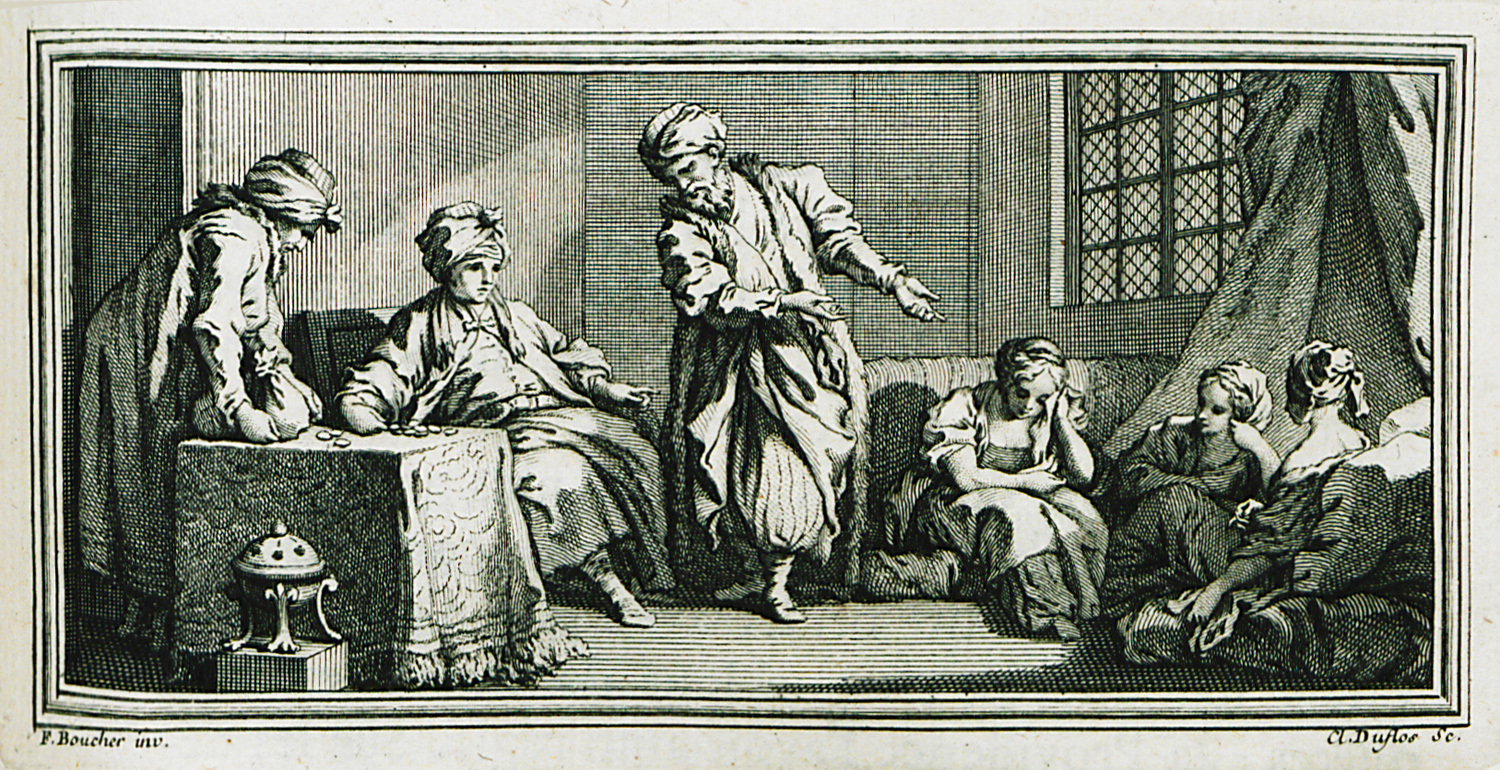
Scène au Harem, J.-A. Guer (1746).

Le harem des sultans ottomans était une société presque autonome, organisée et hiérarchisée où pouvaient se tramer toutes sortes de complots. Le poison pouvait servir à éliminer une rivale ou à éliminer des prétendants à la succession et permettre à ses propres enfants de devenir à leur tour sultan.
Les jeunes femmes étaient toutes non musulmanes car sous le règne des Ottomans, il était interdit d'asservir une personne de cette confession. Elles venaient de Caucase ou de Russie. Elles étaient des prisonnières de guerre ou des personnes qui avaient été vendues par leur famille à un marché aux esclaves.
Ces femmes étaient choisies pour leur beauté, mais aussi pour leurs capacités à divertir le sultan : elles devaient, par exemple, montrer des aptitudes au chant ou à la danse. Les Circassiennes, les Syriennes et les Nubiennes étaient les trois ethnies principales de femmes vendues comme esclaves sexuelles dans l'Empire ottoman. Décrites comme belles et à la peau claire, les Circassiennes étaient fréquemment envoyées par les chefs circassiens comme cadeaux aux Ottomans. Elles étaient les plus chères et les plus populaires parmi les Turcs. Les deuxièmes en popularité étaient les Syriennes aux yeux noirs, aux cheveux noirs et à la peau brun clair, qui venaient en grande partie des régions côtières de l'Anatolie. Les Nubiennes étaient les moins chères et les moins populaires.

### Structure

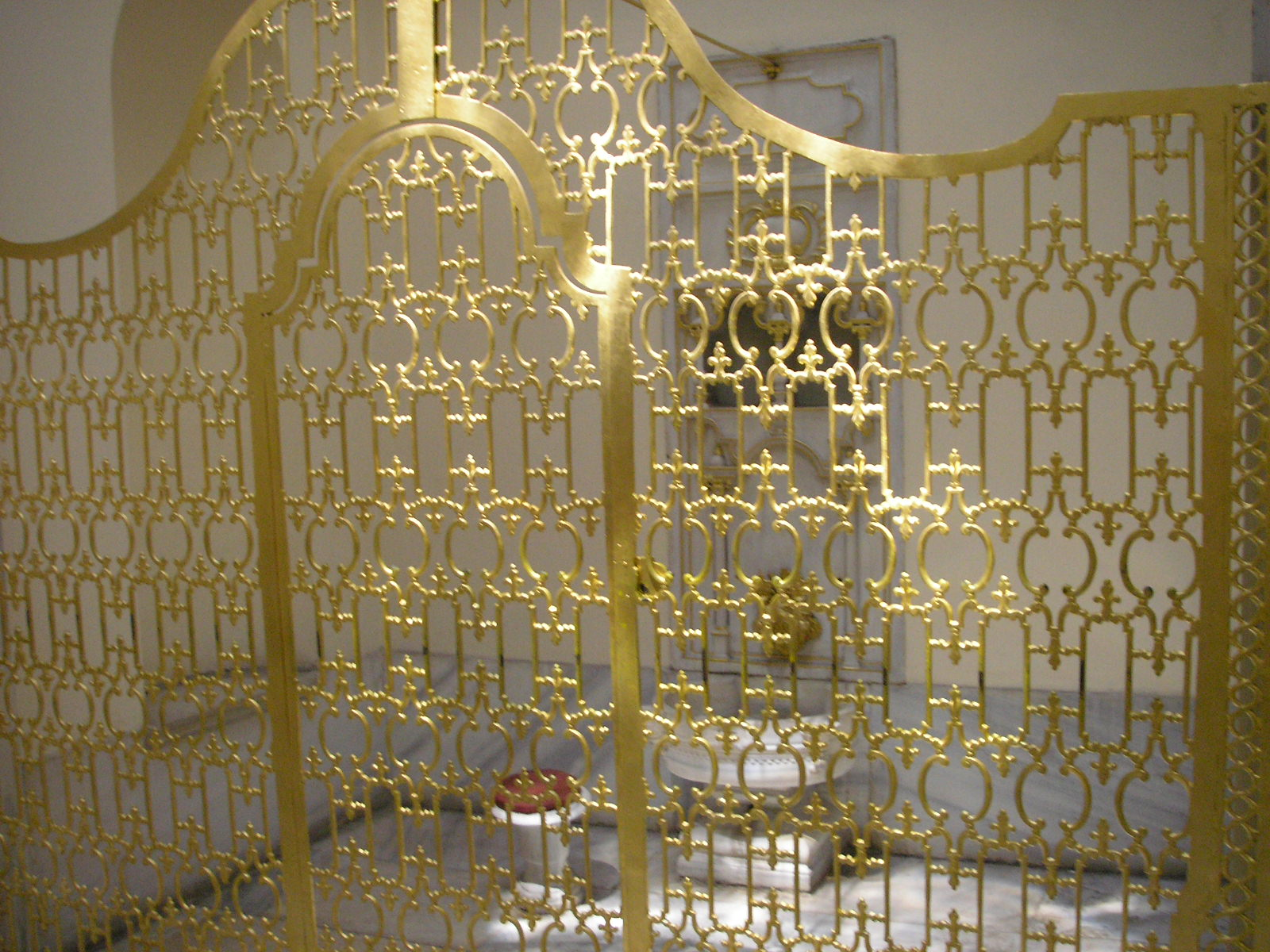
Porte de la cage dorée de la salle de bain privée de la Sultane Validé (reine mère) à Topkapi. Elle seule possédait la clé et s'enfermait pendant son bain pour que personne ne puisse la tuer.

- Porte de la cage dorée de la salle de bain privée de la Sultane Validé (reine mère) à Topkapi. Elle seule possédait la clé et s'enfermait pendant son bain pour que personne ne puisse la tuer.La Sultane Validé (valide signifie « mère » en turc), est la mère du sultan, donc se situe au sommet de la hiérarchie. Elle est exclue du harem à la mort de son fils. Un exemple célèbre est Kösem ou plus légendaire la créole Aimée du Buc de Rivery. Le nombre des épouses officielles du sultan est limité à quatre, selon la loi islamique.
  - La Baš Haseki ou Baš Kadin Efendi, la première épouse, est la mère de l’héritier du titre de sultan.
  - Les Haseki Sultan ou Kadin Efendi, mères d’héritier(s) présomptif(s) au titre de sultan. Elles sont recluses et ne peuvent pas se remarier à la mort du sultan. Elles sont exclues du harem si leur(s) fils meur(en)t.
  - Les Haseki Kadin, mères de filles. Elles peuvent se remarier à la mort du sultan.

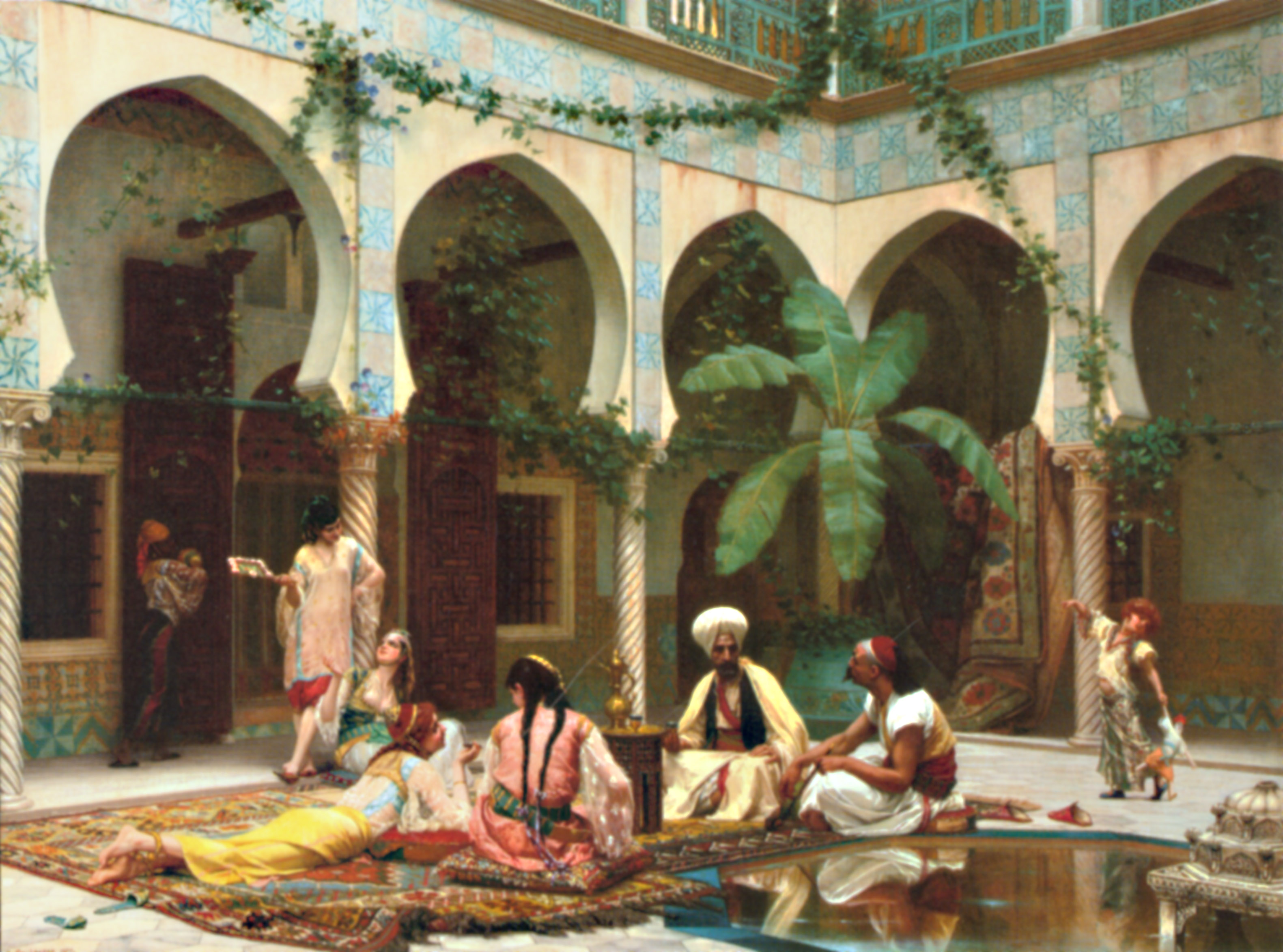
Le Harem du palais (Gustave Boulanger).

- Le Harem du palais (Gustave Boulanger). En dessous, toutes les femmes étaient des esclaves, aucune n’était musulmane puisqu’une musulmane n'est pas censée être réduite en esclavage.
  - Les concubines (turc : hassodalik) ou les chanceuses (turc : ikbal). Si elles ont un enfant, elles peuvent devenir épouses.
  - Les remarquées (turc : gözde)
  - Les diplômées de l’école du harem
  - Baş Hazinedar Usta : la trésorière du harem est l'administratrice du budget ; elle a un pouvoir considérable dans l'organisation de la vie du harem.
  - Les élèves de l’école du harem. Elles y étudient la musique, le chant, la danse, la poésie et les arts de l’amour, le turc et le persan. La plupart sont destinées à épouser des officiers ou des fonctionnaires.
  - Les eunuques et les femmes de service.

### Fonction politique

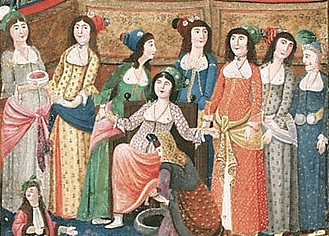
Naissance dans un harem turc (fin du).

L'imagerie populaire occidentale a fait du harem ottoman un « lupanar des temps modernes ». En fait, le harem a une fonction politique très forte au sein de l’Empire ottoman à son apogée (XVe siècle-XVIIe siècle). On peut distinguer au moins deux périodes.
Avant Soliman le Magnifique, le harem est le cadre à la fonction de reproduction du sultanat essentielle à la pérennité de l'Empire. Les plus belles femmes de l'Empire (et d'ailleurs) y sont sélectionnées essentiellement par la mère du sultan afin de trouver une femme qui plaira à son fils, mais surtout assez intelligente pour pouvoir éduquer l’héritier de l’empire. Chaque femme choisie par le sultan parmi les dizaines de concubines ne peut avoir qu’un fils. Ensuite, le sultan ne peut plus la toucher, mais devra avoir d’autres concubines pour produire de nouveaux enfants mâles et protéger la dynastie. Les princes héritiers vivent aussi dans le harem. Au décès du sultan, l’aîné de ses fils survivants devait faire assassiner par strangulation ses demi-frères avec des cordelettes de soie. Sur l’autel de la raison d’État, de nombreuses passations de pouvoir se sont ainsi cruellement déroulées jusqu’au XVIIe siècle.[réf. souhaitée]

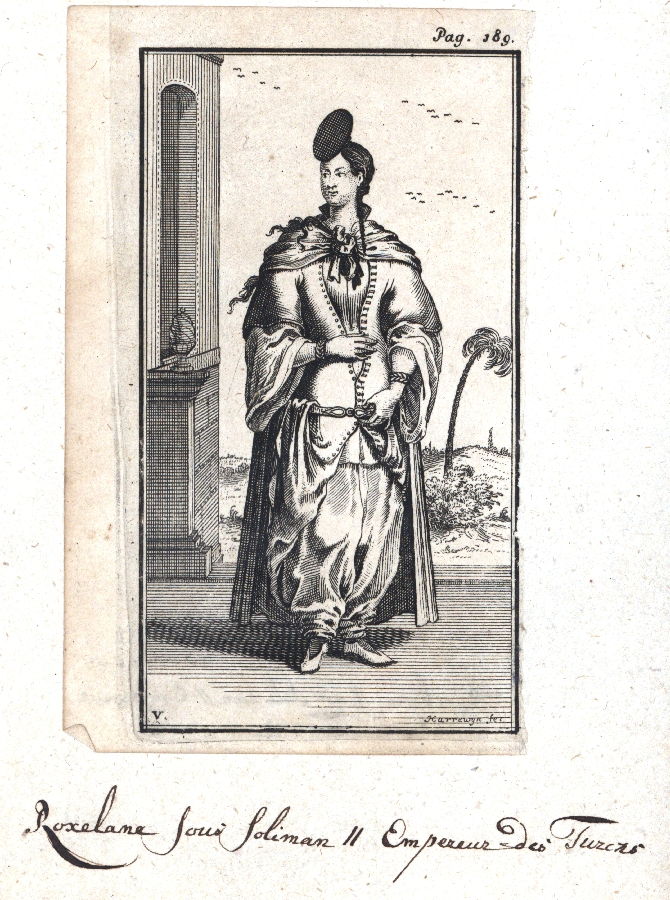
Roxelane par J. Harrewyn (av. 1727)

Durant le règne de Soliman, le rôle du harem devient beaucoup plus politique sous l’influence de son épouse Hürrem (Roxelane pour l’Occident) qui va donner plusieurs enfants mâles à Soliman. Hürrem va aussi transformer le harem en antichambre du pouvoir et l’utiliser pour imposer un « règne des femmes » qui durera plus d’un siècle et demi. La reine-mère y prendra un pouvoir comparable à l’influence d’une Marie de Médicis en France au même moment. Le harem devient alors un véritable État dans l’État où les fonctions les plus anodines comme le service du café devient un enjeu politique. Le nombre de concubines/servantes/chanteuses... passe à plus de 600 femmes. Certains successeurs de Soliman auront plus de vingt enfants de femmes différentes[réf. souhaitée].

### Choix de la concubine

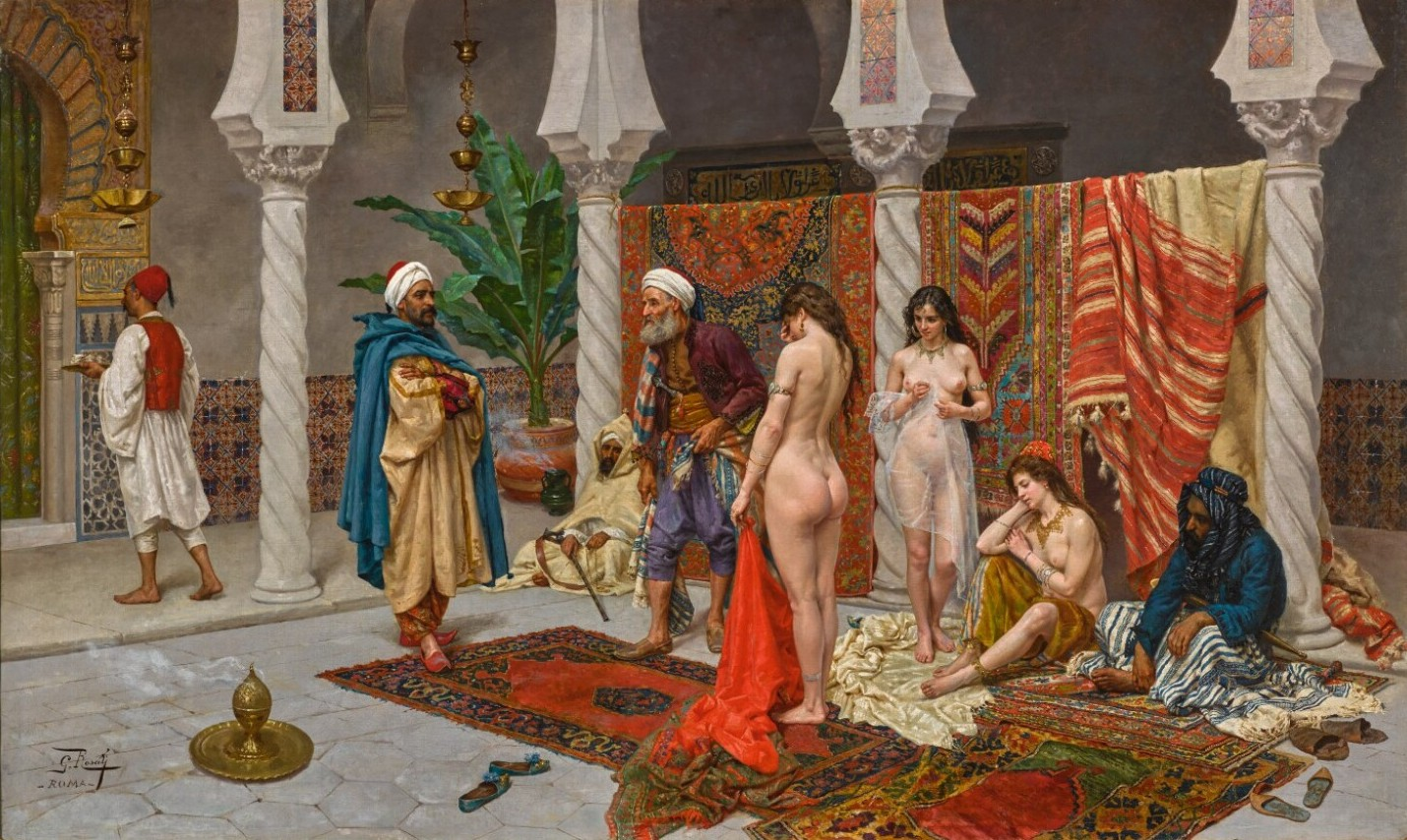
Le Harem, choix de la concubine (Giulio Rosati).

Beaucoup de femmes sont enlevées lors de razzias ou d'actes de piraterie par les ottomans. La concubine est supposée vierge à son arrivée.
De nombreuses femmes restent dans le harem par choix, espérant y « faire carrière ». Lorsqu'elles arrivent dans le harem, on leur donne un nouveau nom, souvent persan. La « liberté » est surveillée. Lorsque le sultan descend dans le harem, chacune des concubines cherche à le séduire. Le massage, la danse et la musique y sont essentiels.

### Rôle des eunuques

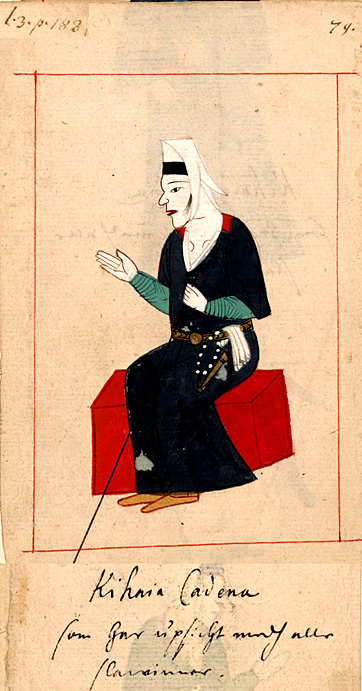
Surintendant du harem, responsable de la discipline dans le Harem, « Kihaia Cadena qui surveille tous les tueurs à gages » (1657)

La castration des esclaves musulmans étant interdite par l'islam, les eunuques sont importés des territoires non musulmans par la pratique de l'« impôt de sang » : ce sont souvent des Noirs (razziés principalement en Éthiopie et dans la région du Lac Tchad), afin que l’on soit sûr qu’aucun d’entre eux ne puisse engendrer un héritier du trône. Ils s'occupent de l'administration du harem. Quant aux eunuques blancs, tous non-musulmans (venant principalement du Caucase et de Bosnie), ils sont affectés à la garde de cette « prison dorée ».

Après castration par un chrétien copte d'Égypte, ils sont formés à leur rôle futur. Ils sont dirigés par le « Grand eunuque » gouvernant le harem : c'est le troisième personnage de l'État après le sultan et le grand vizir.

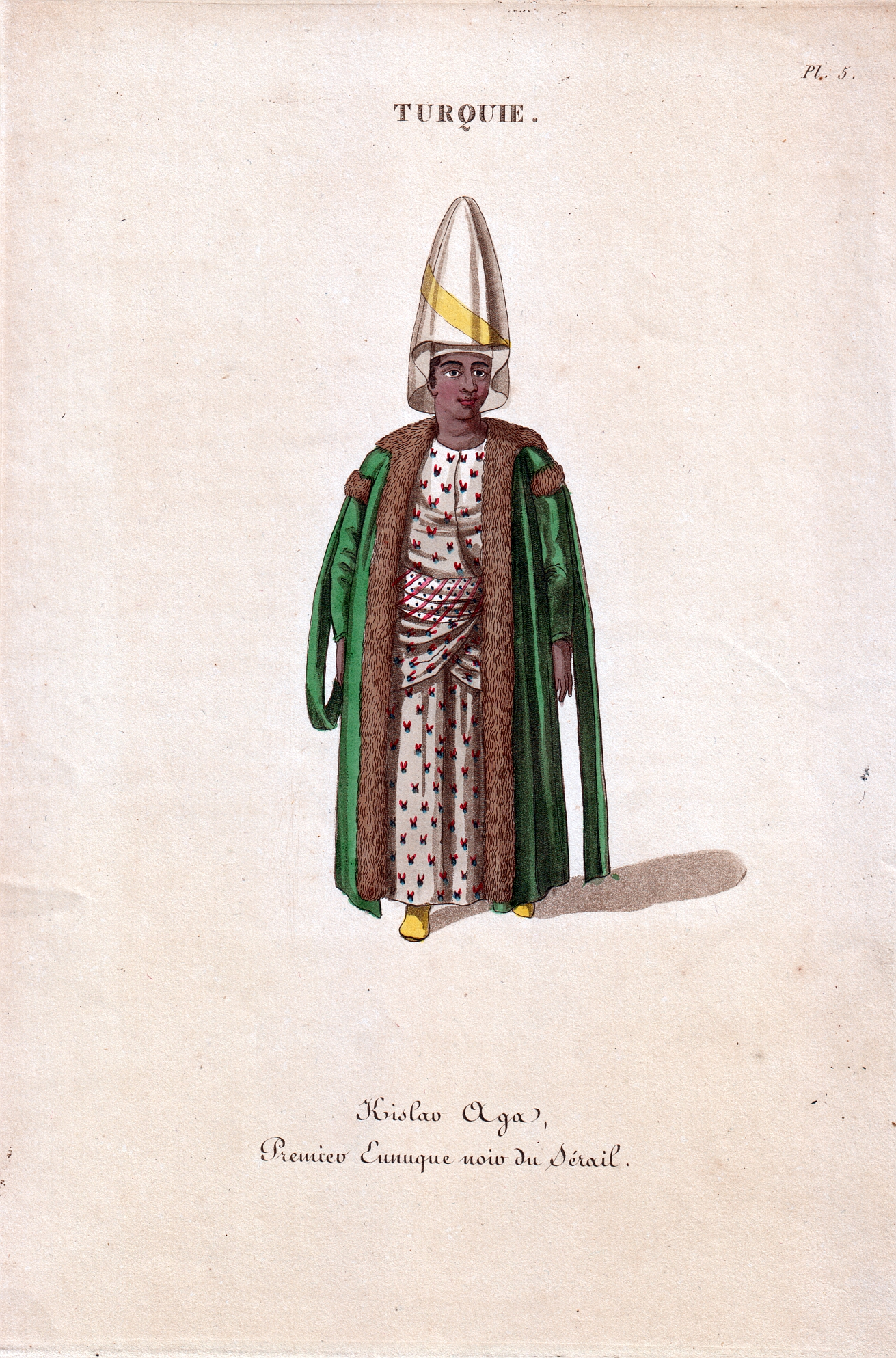
Kislar Aga, Premier Eunuque noir de Sérail, Turquie.
Costume d'un eunuque blanc (1749).

Ils ne sont supposés que veiller à la virginité et au maintien de l’ordre dans le harem. Mais après Soliman, ils vont jouer un rôle essentiel de messagers entre le royaume des femmes et le reste du palais. Ce sont les seuls qui puissent faire la navette entre les deux mondes. Le silence étant imposé dans le harem, ils communiquent par une langue des signes (en) inventée par Soliman[réf. souhaitée].
Ils doivent souvent faire preuve d’autorité pour séparer des femmes prêtes à s’entre-tuer pour sauver leur fils d’une mort certaine si leur frère devient sultan (cas d'Hurrem et de Mahidevran (la mère de Mustafa) qui manquèrent de s'entre-tuer)[réf. incomplète]. Ils se chargent de l'éducation de ces princes héritiers, leur apprennent un métier d'art (orfèvrerie, sculpture du bois) et mettent à leur disposition un harem de femmes stériles.[réf. souhaitée]

### Harem du palais de Topkapi
Le harem impérial (Harem-i Hümayûn) du palais de Topkapi érigé au XVe siècle à Constantinople occupait une des sections des appartements privés du sultan. Le harem abritait la mère du sultan (la Valide Sultan), les concubines et les épouses du sultan, et le reste de sa famille y compris les enfants, et leurs serviteurs.

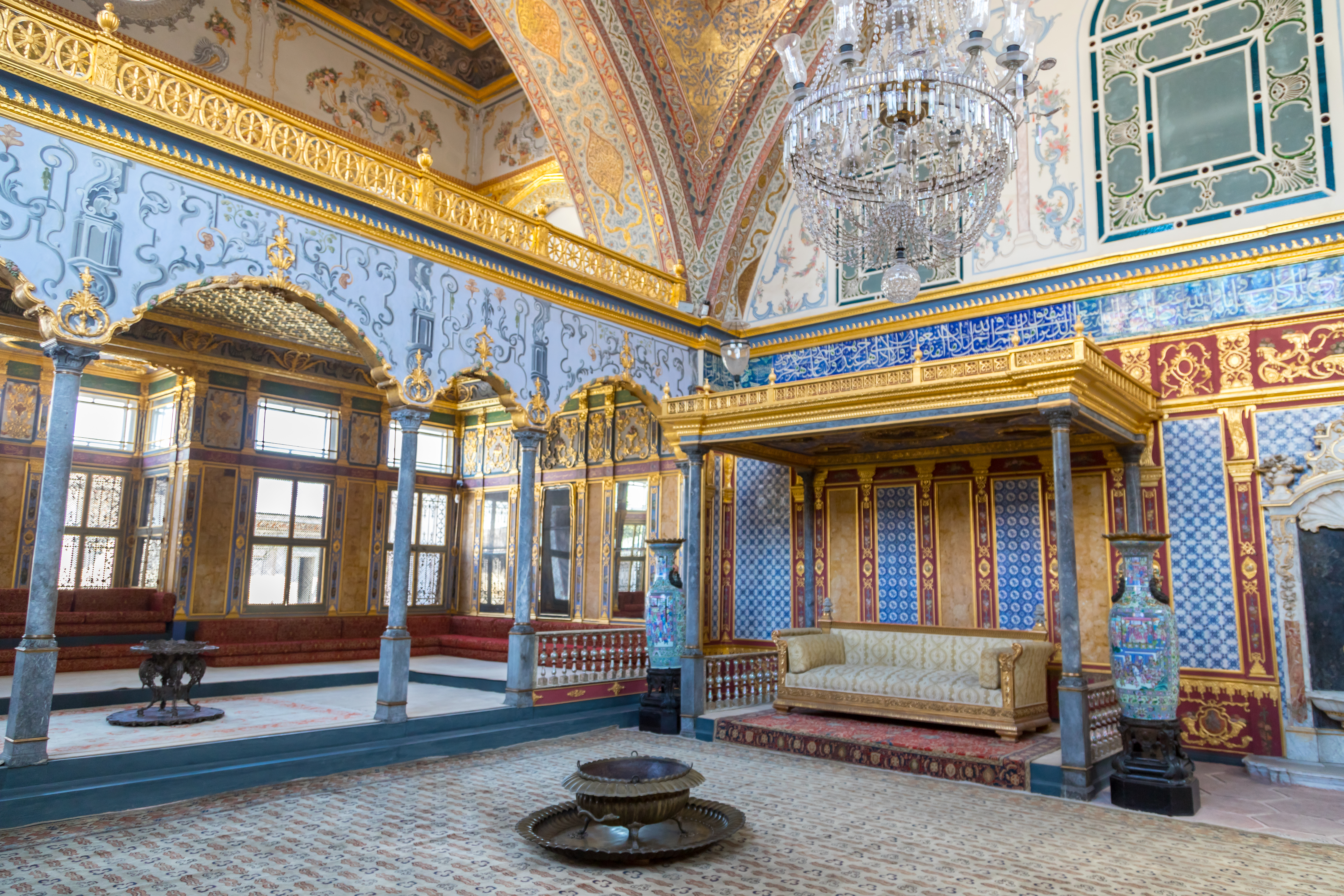
Grande salle.
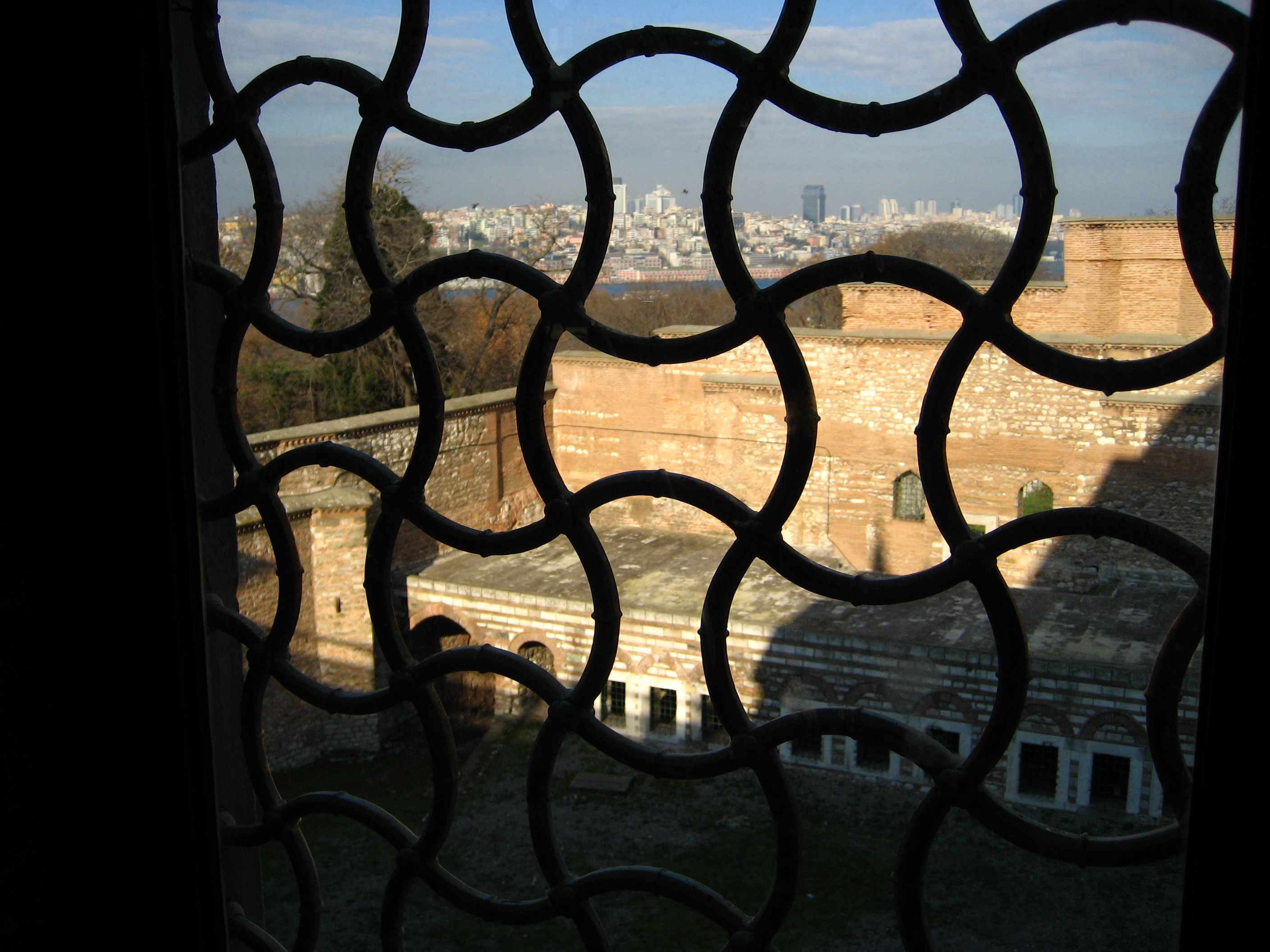
Vue d'un moucharabieh.

## Inde: lezenana

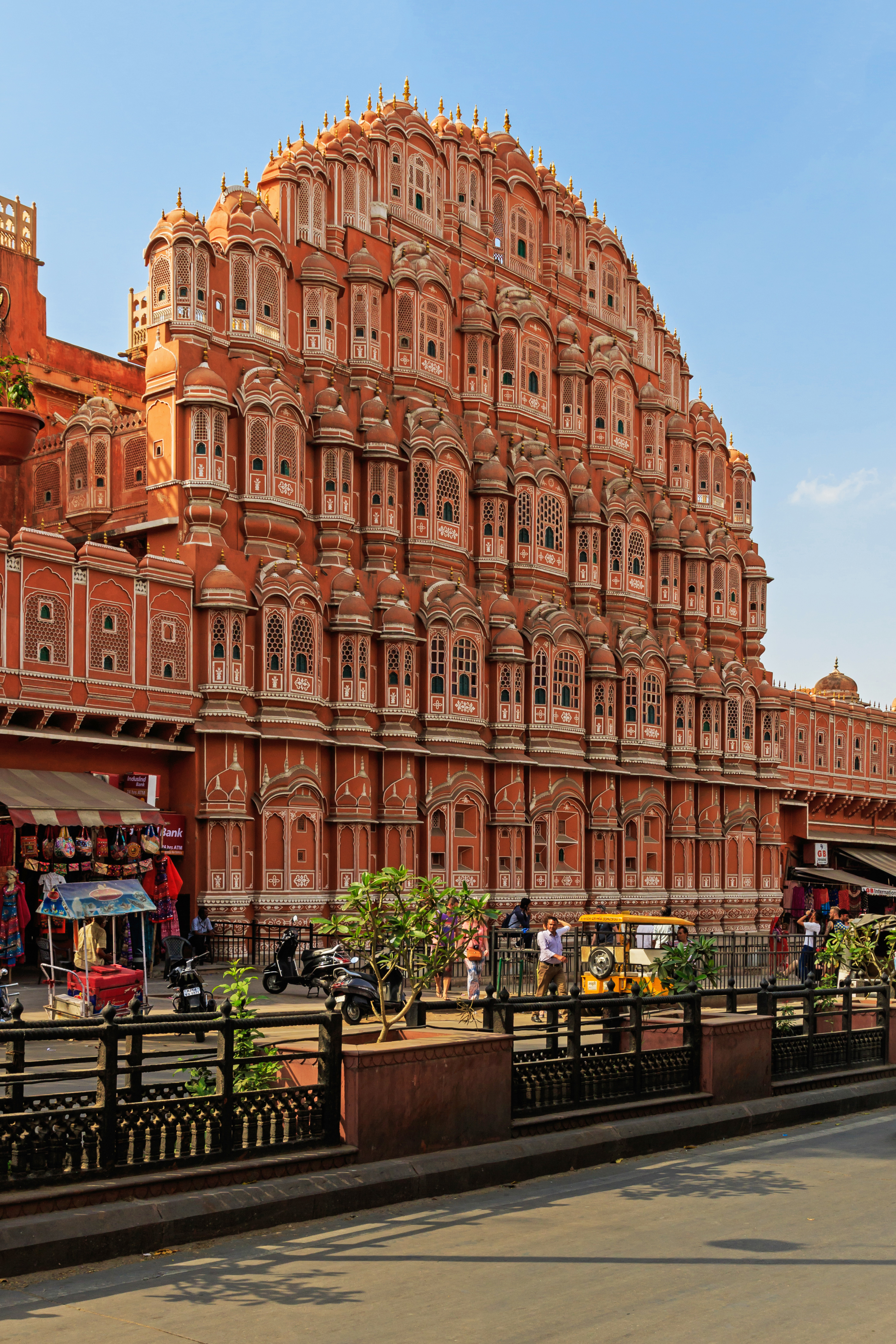
Le palais des vents de Jaipur.

À la suite de la conquête musulmane des Indes, les Rajputs, en particulier, utilisèrent une stratégie similaire d'enfermement des femmes dans des structures, pièces, partie d'habitation ou aile de palais, appelées zenana, dont la fonction était de soustraire les femmes, épouses, filles et sœurs à la convoitise des envahisseurs. On trouve ainsi un Zenana Mahal ou « palais de reines » à Udaipur (Rajasthan). À Jaipur, le Palais des vents permettait aux femmes de profiter du spectacle de la rue sans être vues.
Les films occidentaux, en particulier ceux produits par Merchant Ivory Productions (en), ont représenté avec des costumes d'époque  l'Inde princière et le zenana, comme Autobiography of a Princess (en) (1975) et Hullabaloo Over Georgie and Bonnie's Pictures (en) (1978) ; ils reproduisent selon la spécialiste de l'histoire de l'Inde Angma D. Jhala des stéréotypes coloniaux en montrant des femmes du zenana « soumises et réduites au silence » ; ils trahissent aussi une nostalgie de l'âge d'or du Raj britannique.

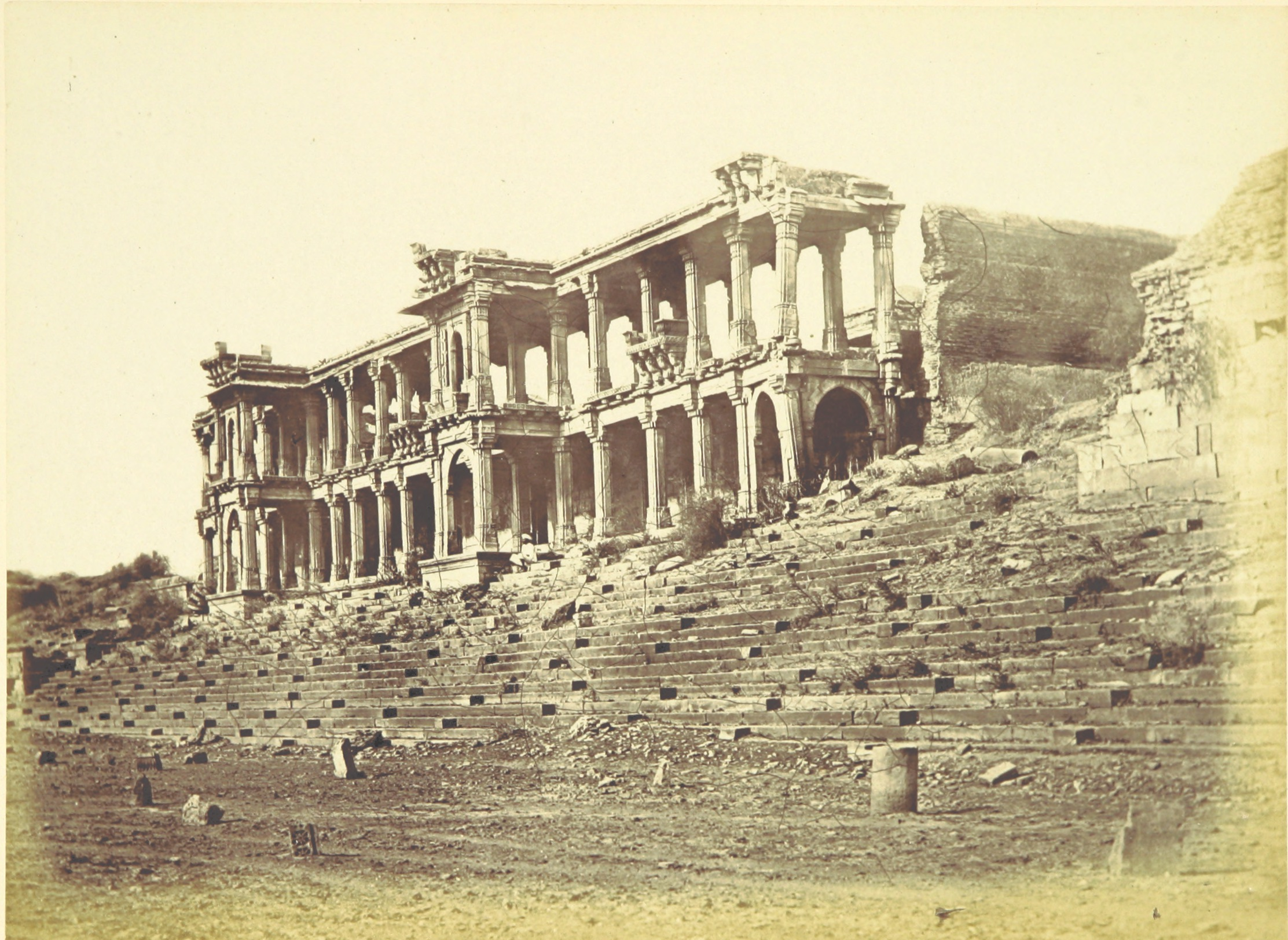
Ruines du harem du palais Sarkhej Roza, Ahmedabad (Inde) (1866)
Grand Réservoir, Palace & Harem Sarkhej Roza, Ahmedabad (Inde) (2019)
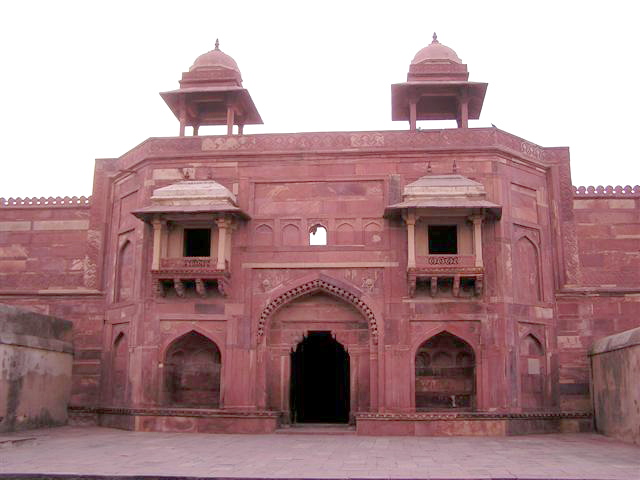
Entrée du Harem of Fatehpur-Sikri, près d'Agra (Inde)

## Al Andalus
Abd al-Rahman III aurait eu un des harems les plus importants. II a fait faire construire le palais-ville Madinat al-Zahra pour son épouse favorite,.

## Maroc médiéval

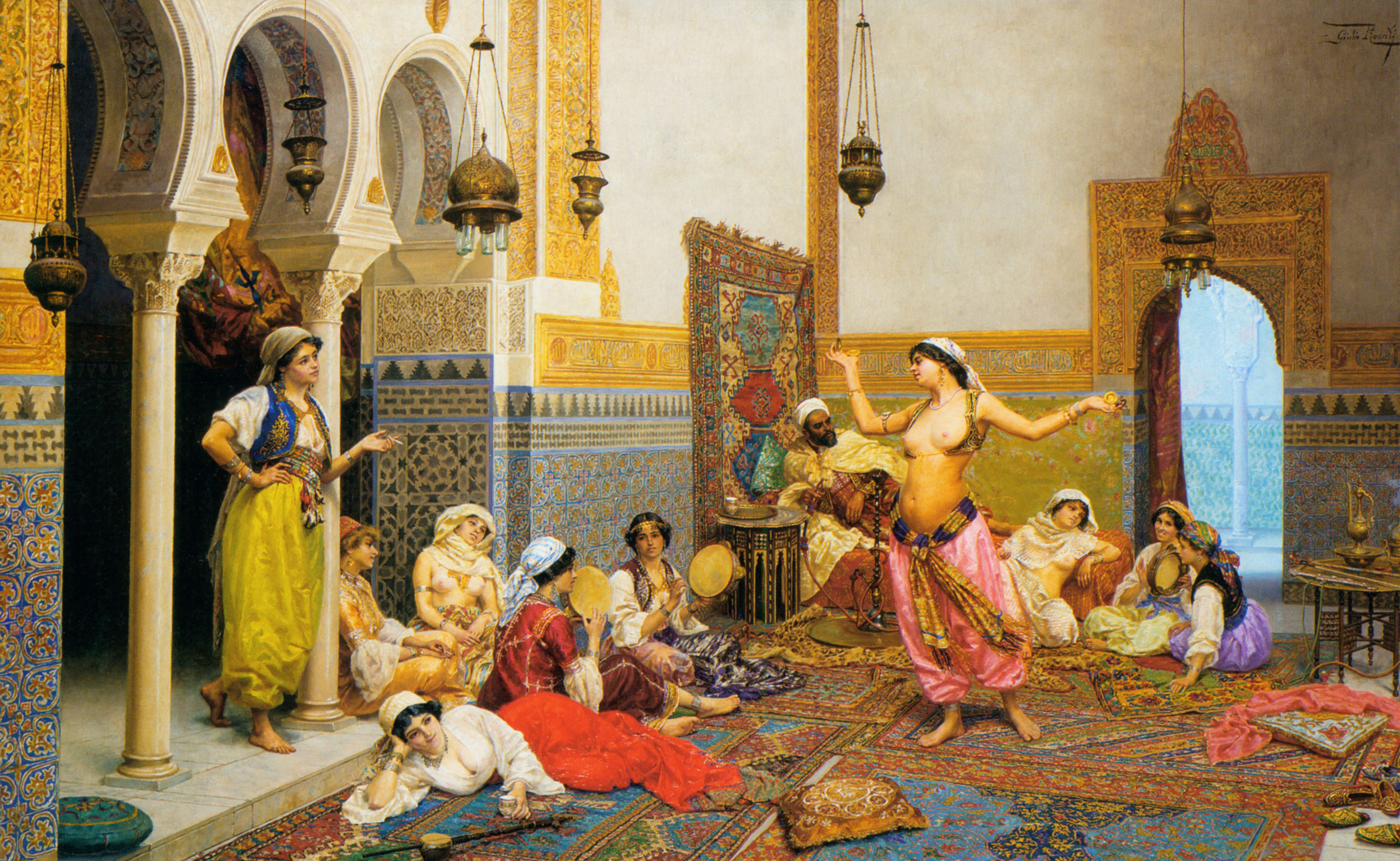
La danse au harem, peinture orientaliste de Giulio Rosati (fin)

Le plus grand harem connu de l'Empire chérifien et le plus illustré était le harem du sultan Moulay Ismail (1645-1727).
Selon les écrits du diplomate français Dominique Busnot, le monarque alaouite n'entretient pas moins de 500 concubines, dont il a eu plusieurs centaines d'enfants. Un total de 868 enfants (525 fils et 343 filles) est mentionné en 1703, et il aurait eu son 700e fils en 1721, dépassant largement le millier d'enfants vers la fin de son règne — 1 042 selon le Livre Guinness des records, 1 171 selon deux chercheurs anthropologues de l'université de Vienne,.

## Équivalent en Russie: le «terem»

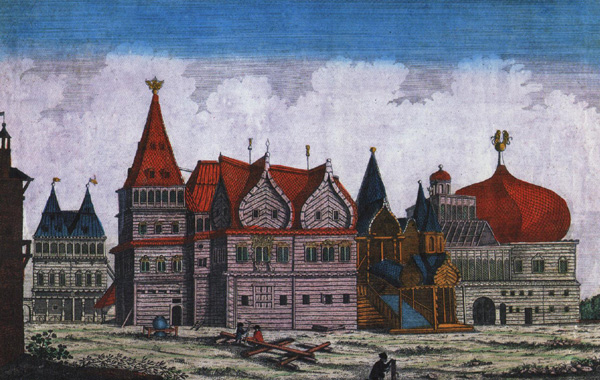
Le palais Kolomenskoïe de Alexis Ier (tsar de Russie) (1629-1676) comptait 270 chambres, dont un terem (à gauche) pour la tsarine et les princesses.

Le terem fait référence aux quartiers d'habitation séparés occupés par les femmes d'élite du grand-duché de Moscou (XIVe – XVIe siècles) et du tsarat de Russie (XVIe – XVIIIe siècles). Plus largement, le terme est utilisé par les historiens pour évoquer la pratique sociale élitiste de l'isolement des femmes qui a atteint son apogée au XVIIe siècle. Les femmes royales ou nobles n'étaient pas seulement confinées dans des quartiers séparés, mais étaient également empêchées de fréquenter des hommes en dehors de leur famille immédiate et étaient à l'abri des regards du public dans des voitures fermées ou des vêtements fortement dissimulés.
Une question historiographique qui domine la discussion sur le terem est de savoir si la pratique elle-même a été adoptée à l'extérieur d'une autre culture ou était spécifique à la société moscovite. Les historiens pensaient auparavant que le mot «terem» dérivait de l'arabe « harem », et que cette pratique d'isolement féminin avait empruntée à la suzeraineté mongole vers le XIIIe siècle. Cependant, ce point de vue est désormais dépassé et généralement discrédité comme un stéréotype « orientalisant », la littérature populaire russe présentant souvent ce type de clichés au XIXe siècle. L'historien russe Vissarion Belinsky, écrivant sur les réformes de Pierre le Grand, a associé le terem et d'autres institutions « arriérées » et en a mis la « faute » sur l'influence tatare. Cette tendance à associer les pratiques culturelles répressives à l'influence mongole, affirme Charles J. Halperin, constitue une tentative d'expliquer « les échecs de la Russie » en rejetant la faute sur les occupants mongols. D'autres affirmations qui liaient le terem au harem islamique ou au purdah sud-asiatique sont erronées, voire totalement infondées.
La suggestion que les Moscovites aient emprunté l'isolement féminin aux Mongols est impossible, comme l'a souligné Halperin, parce que les Mongols n'ont jamais pratiqué l'isolement des femmes, un point de vue également soutenu par Nancy Kollmann et Donald Ostrowski,. En fait, les femmes de la dynastie Chingisid et les épouses et veuves du khan jouissaient d'un pouvoir politique et d'une liberté sociale relativement plus élevés. 
Bien que les origines exactes de la pratique restent un mystère, la plupart des historiens admettent maintenant que le terem était en fait une innovation indigène, très probablement développée en réponse aux changements politiques survenus au cours du XVIe siècle,.

## Équivalent  en Chine: harem impérial

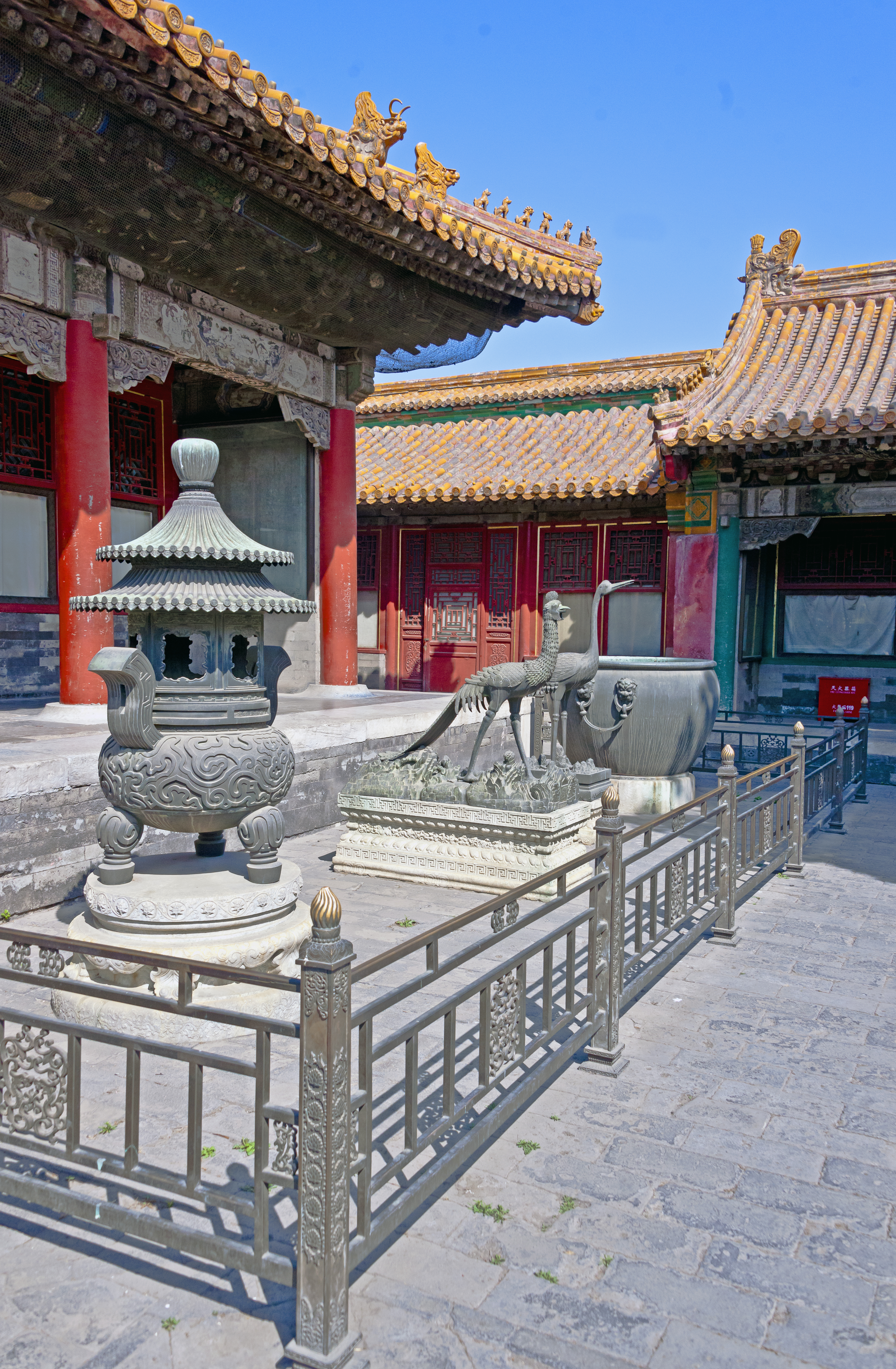
Palais Yikun où se trouve un harem, ou hougong, dans la Cité interdite

Le terme "harem" est courant pour désigner les quartiers interdits, réservés aux femmes sous les dynasties impériales. Ces quartiers étaient connus sous le nom de palais arrière (後宮; hòugōng). En chinois, le système est appelé le système du palais arrière (後宮制度; hòugōng zhìdù).
Des harems sont identifiés comme tels notamment pour les dynasties Sui, Yuan, Ming.
Si la plupart des épouses impériales sont d'origine Han, un nombre non négligeable d'entre elles sont originaires de pays voisins de la Chine ou d'ethnies non-Han vivant sur le sol chinois.
Une bonne partie de ces épouses arrivent à la Cour Impériale chinoise comme tribut humain offert à l'empereur de Chine par tel ou tel vassal. C'est ainsi que sous la dynastie Yuan, le royaume coréen de Goryeo envoie à la Cour du Grand Khan des tributs d'un montant extrêmement élevé, incluant des concubines coréennes, la plus célèbre d'entre elles étant l'Impératrice Qi. Les empereurs Yuan ont souvent des concubines d'origine coréenne. 
L’avènement de la Dynastie Ming (XIVe – XVIIe siècles) ne chasse pas les concubines non-Han des Harems impériaux, et les premiers empereurs Ming, comme l'empereur Xuande, continuent de demander, et de recevoir des tributs humains prenant, entre autres, la forme de jeunes filles provenant de divers peuples non Han vivant en Chine, de Mongolie, de Corée, d'Annam, du Cambodge, d'Asie centrale, du Siam, du Champa et d'Okinawa. En agissant ainsi, les Ming reproduisent ce que faisaient les empereurs de la précédente dynastie.

## Équivalent au Cambodge
Les colonisateurs français ont produit un discours de dénonciation du "harem" cambodgien, et exigé de Norodom, roi du Cambodge entre 1860 et 1904, de mettre fin à cette forme d'esclavage institutionnel ou du moins de la limiter. Selon l'historienne Truden Jacobsen, ce que les Français n'ont pas compris, «c'est que les femmes qui vivaient dans le palais étaient des incarnations vivantes de la fidélité politique qui reliait le roi et des familles puissantes, dans le royaume et au-delà. Cette expression de respect mutuel et de loyauté se manifestait dans l'acte sexuel entre le roi et la représentante féminine des différents clans ». L'adultère de la part d'une femme prenait le sens d'une trahison politique.

## Représentations européennes
Le terme harem est entré dans la conscience européenne «au XVIIe siècle par le biais de l'Empire ottoman qui était alors à l'apogée de son influence» selon Trude Jacobsen, spécialiste de l'histoire de l'Asie du Sud-Ouest. Le roman de Montesquieu, les Lettres persanes (1721) de Montesquieu, qui évoquait l'univers du sérail du shah de Perse, a contribué à le populariser. Les auteurs et artistes européens des XVIIIe et XIXe siècles ont manifesté, selon cette chercheuse, forme d'obsession et de dégoût dans leurs représentations du harem ; ils ont présenté les femmes du harem comme des objets de convoitise et les maîtres masculins comme des objets de détestation. Le discours sur le harem a fini par cristalliser «un ensemble d'hypothèses sur les cultures non occidentales». Ce discours a justifié des interventions coloniales visant à mettre fin  à des pratiques contraires aux notions occidentales de liberté individuelle.

## Galerie

Photographies et représentations
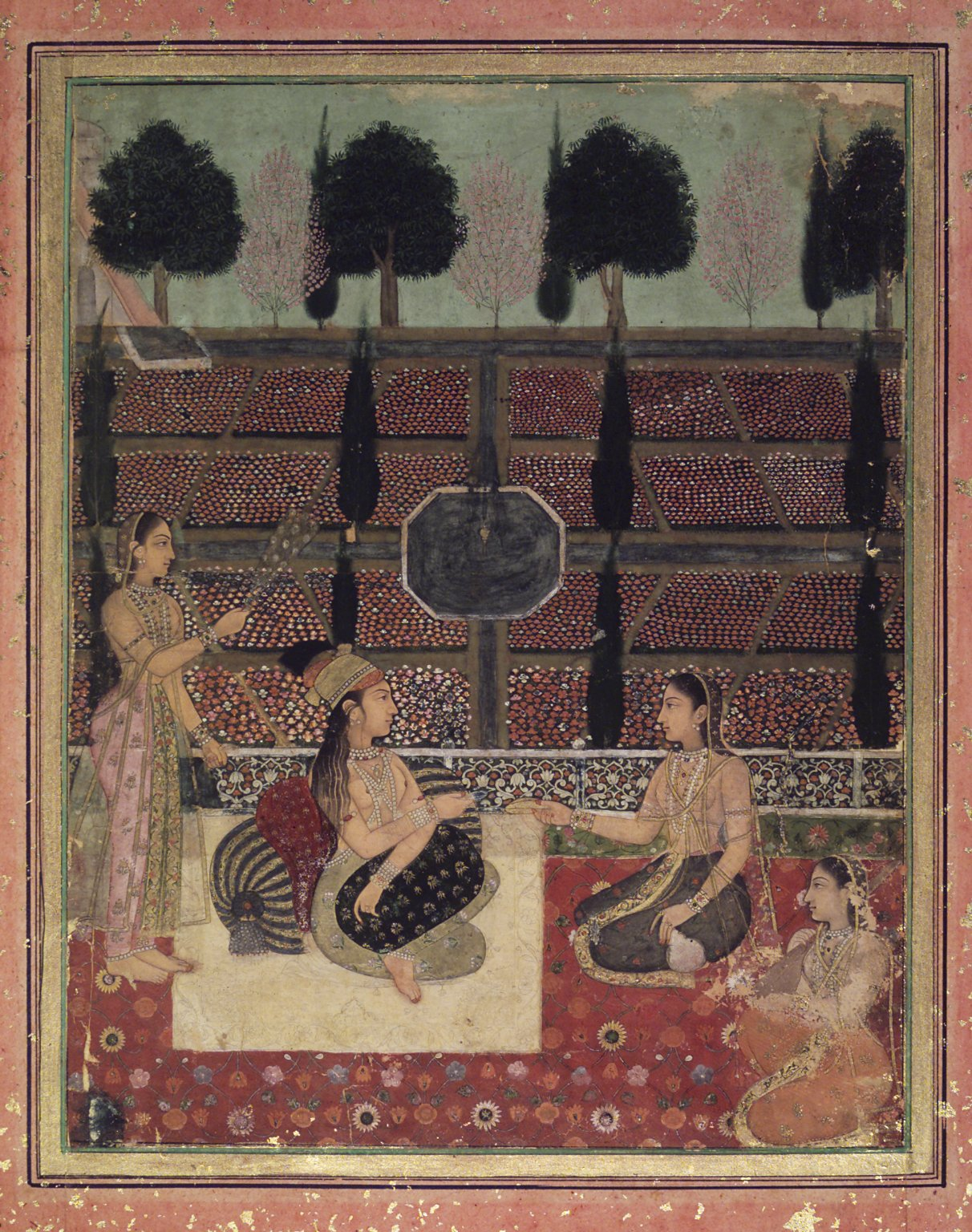
Portrait idéalisé d'une épouse hindoue et ses servantes de la cour moghole au harem Mughal (v. 1700)
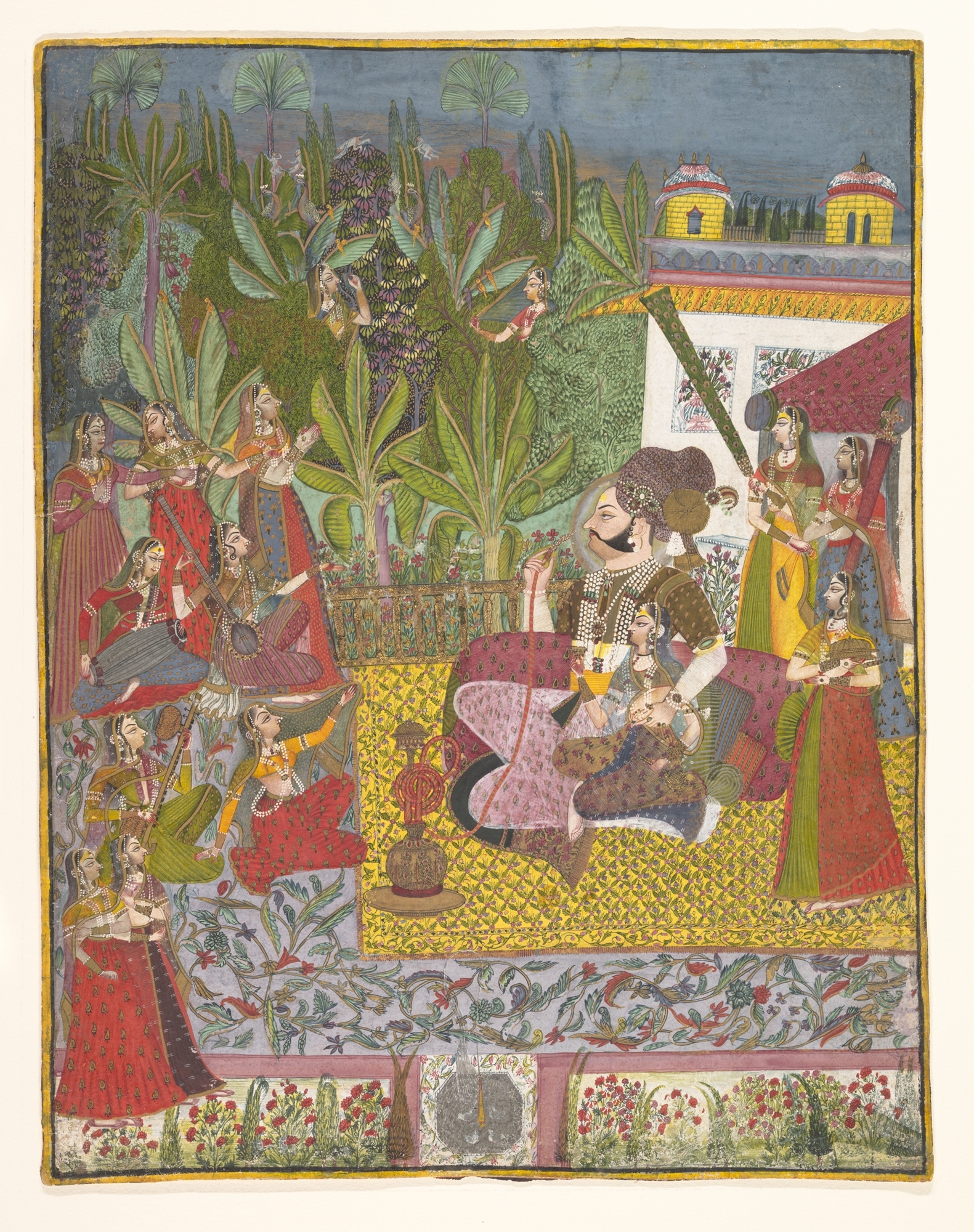
Maharaja Bijay Singh dans son Harem, Jodhpur (Inde) (v. 1770)
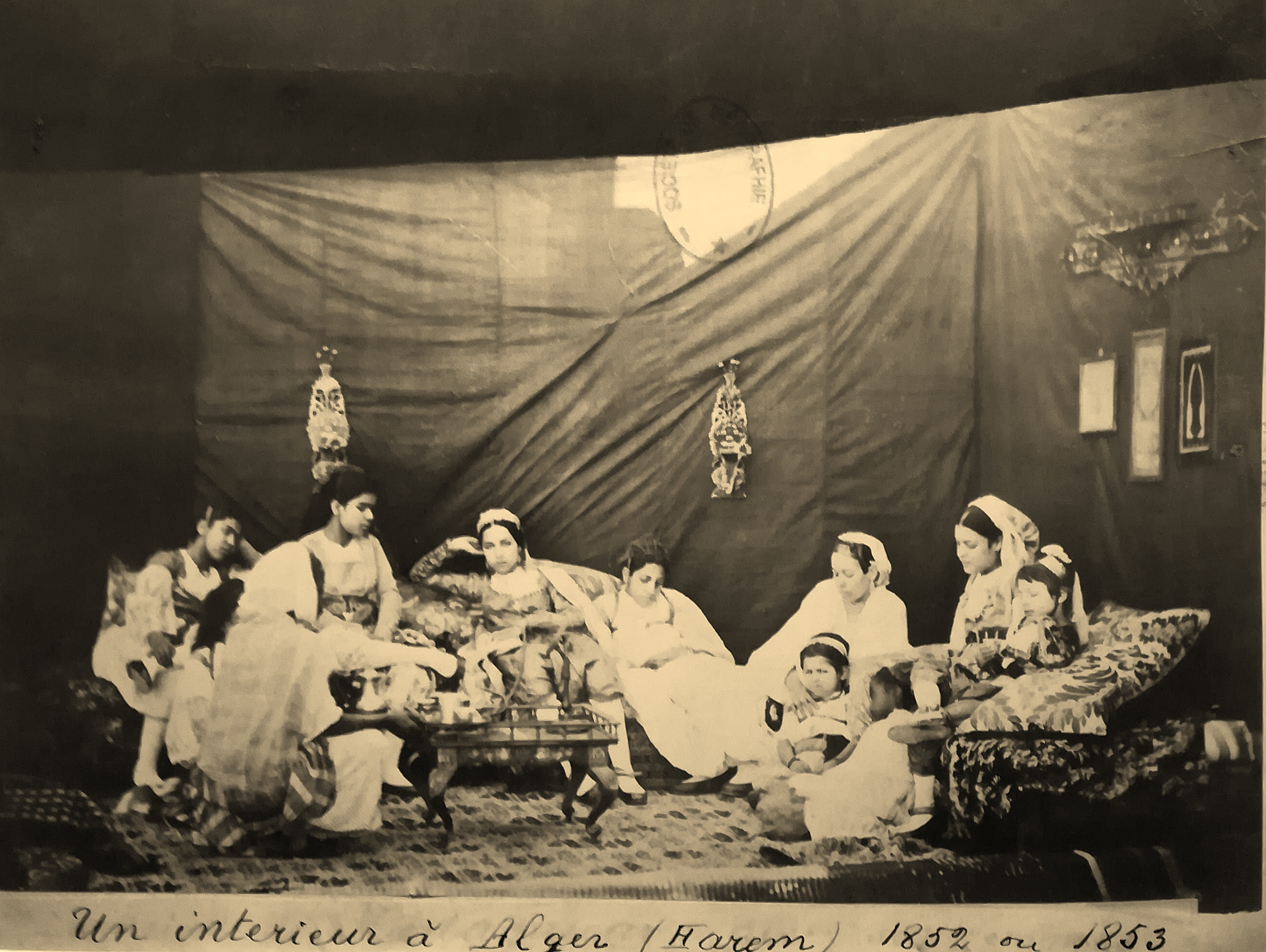
Intérieur (harem) à Alger (1852 ou 1853).
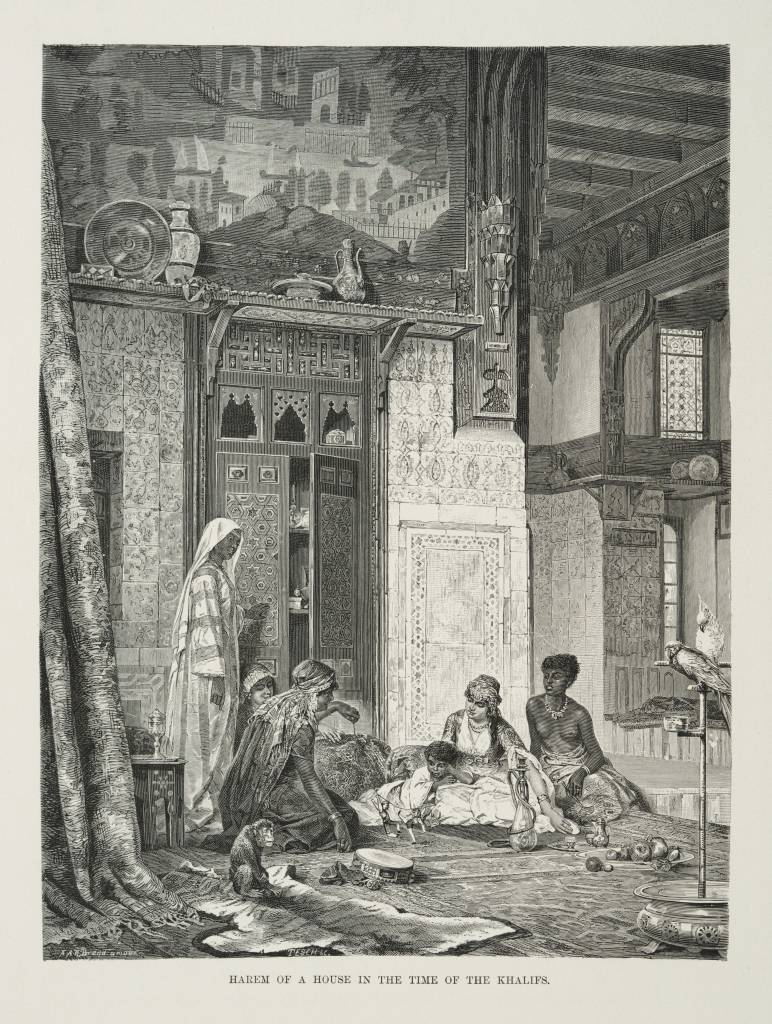
Harem dans une maison au temps des Califes (1878)
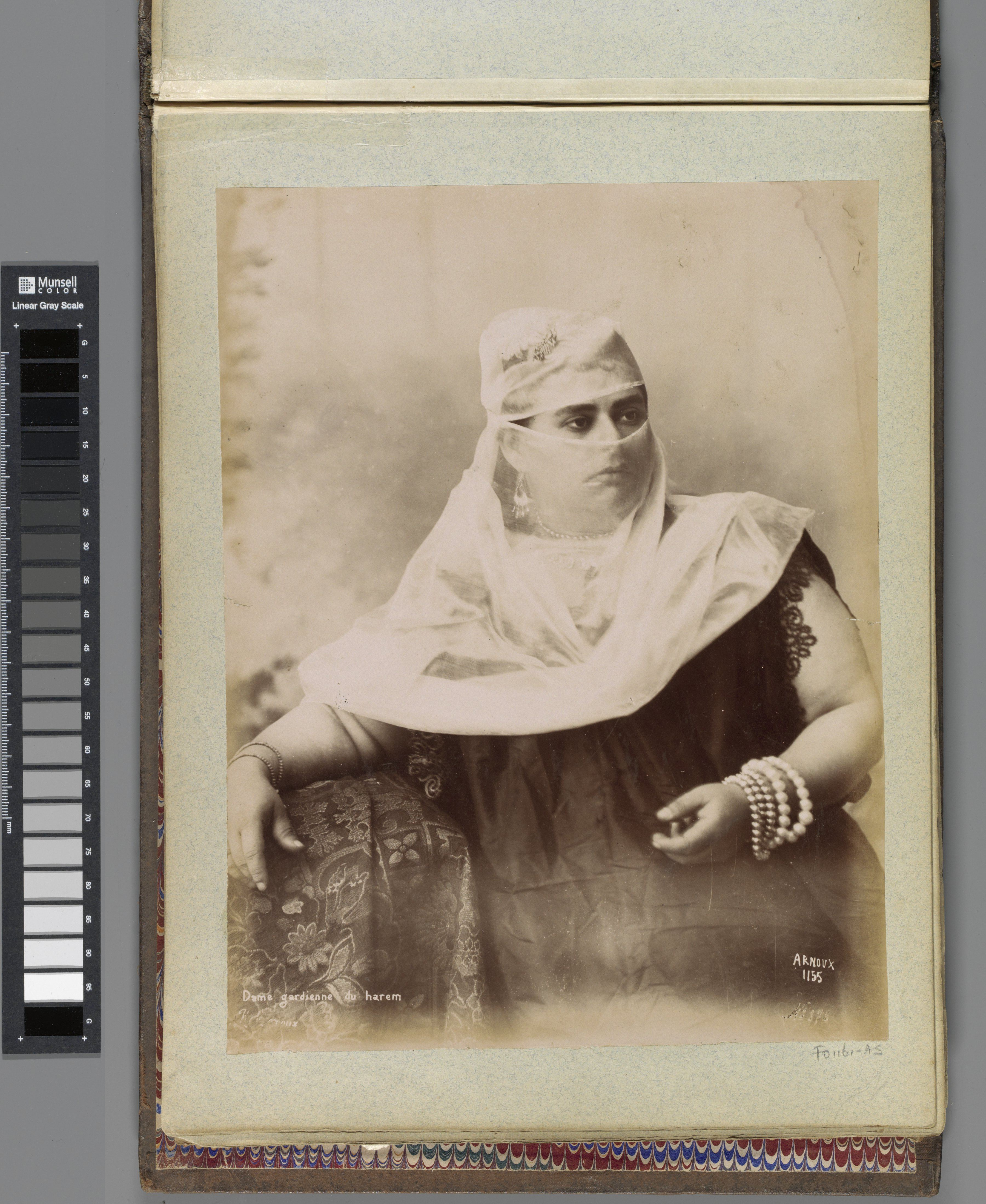
Gardienne voilée de harem, Moyen-Orient (entre 1870 et 1891)
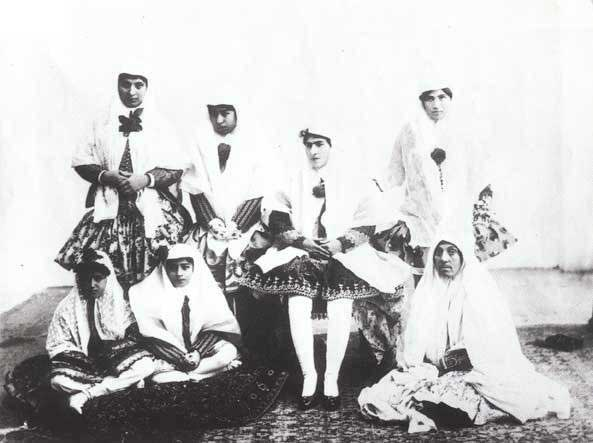
Femmes et petites filles du harem persan du palais du Golestan à Téhéran (entre 1850 et 1933)
Harem Beauty, Turquie (années 1910)
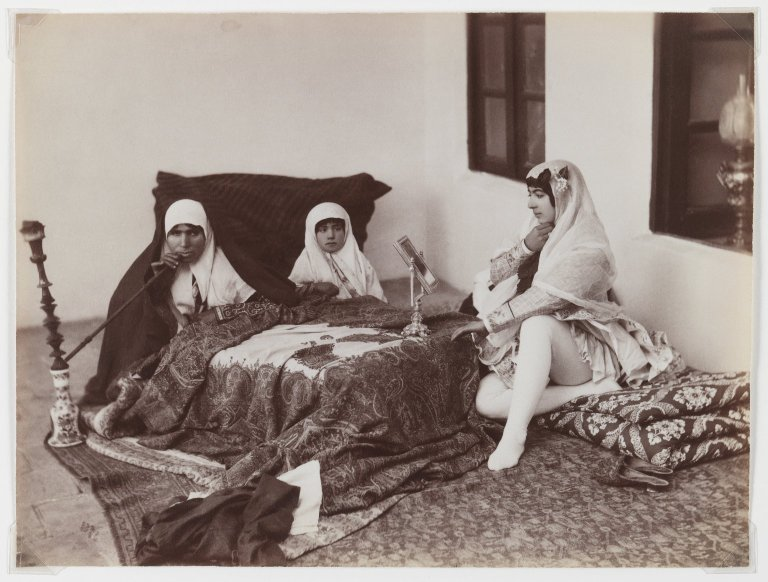
Deux femmes et un enfant dans le harem, Perse (v. XIXe)
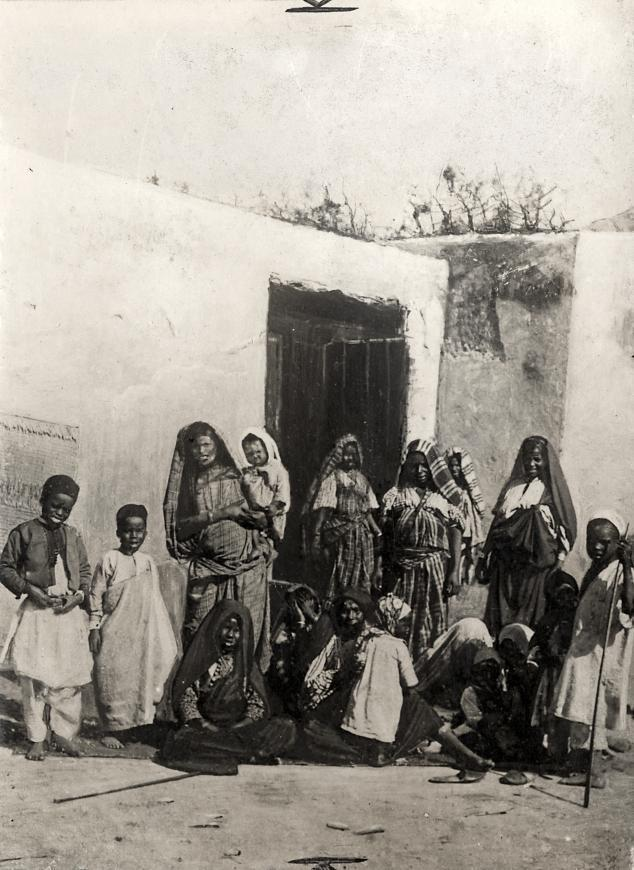
Cour d'un harem à Tripoli (Libye) (1911)
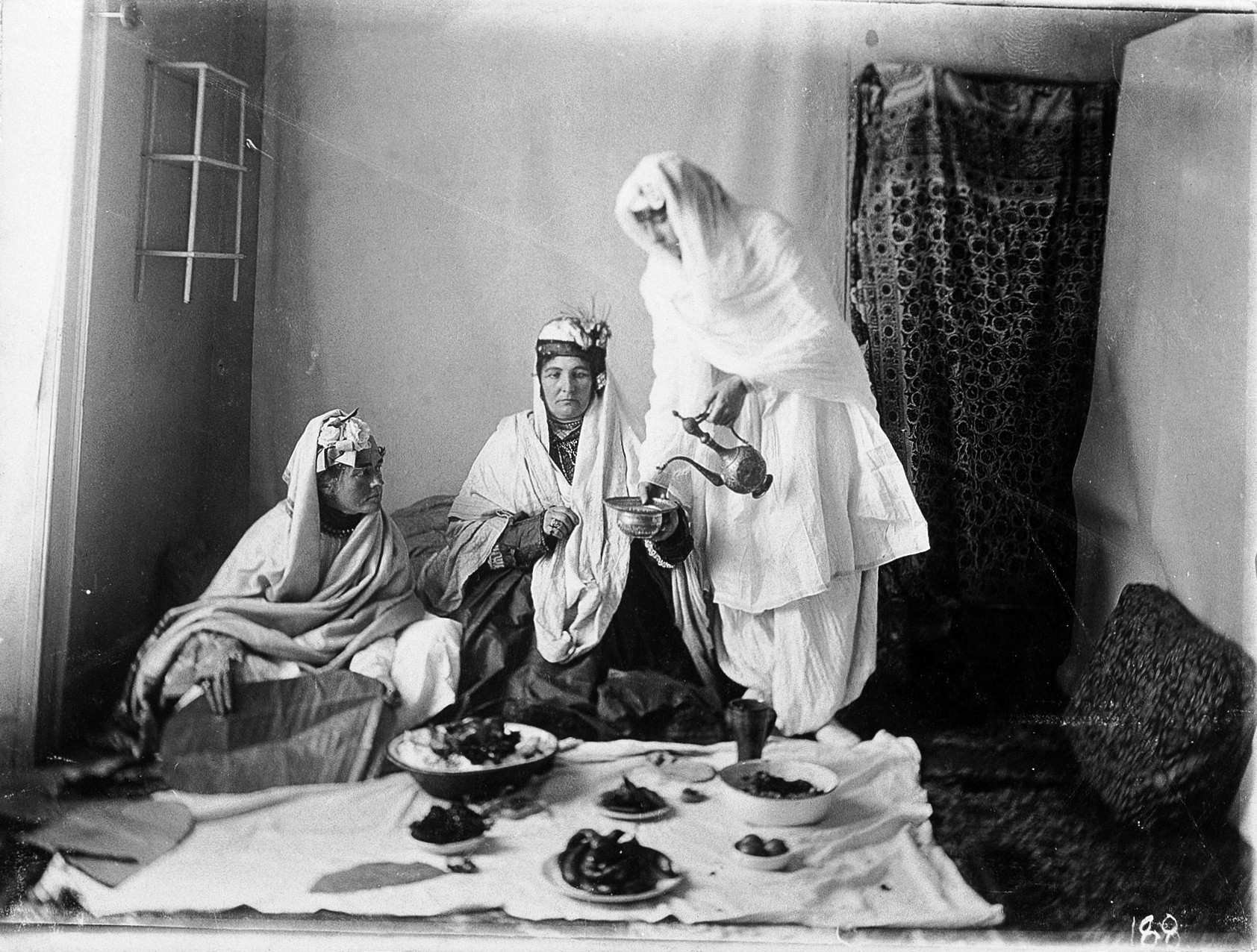
Ladies of the royal harem enjoying an Afghan meal - Femmes portant la partoug de Firak (en) au harem de Kaboul (Afghanistan)
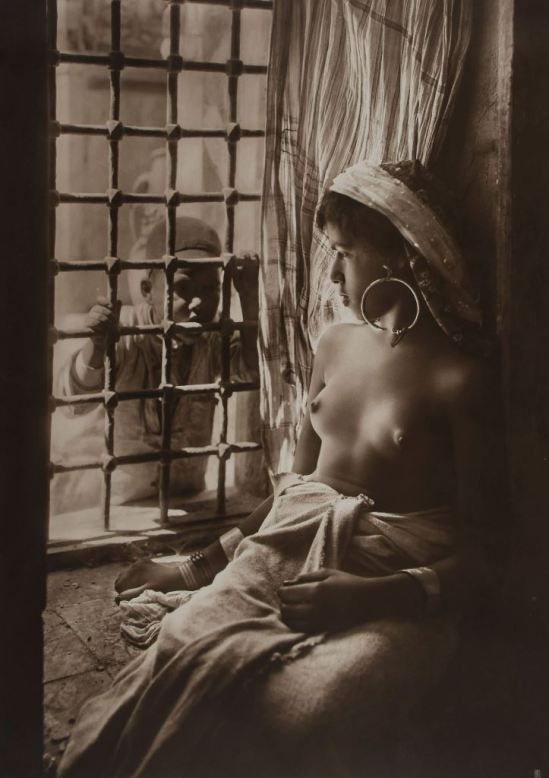
Fille du harem (prostituée ?), Tunisie
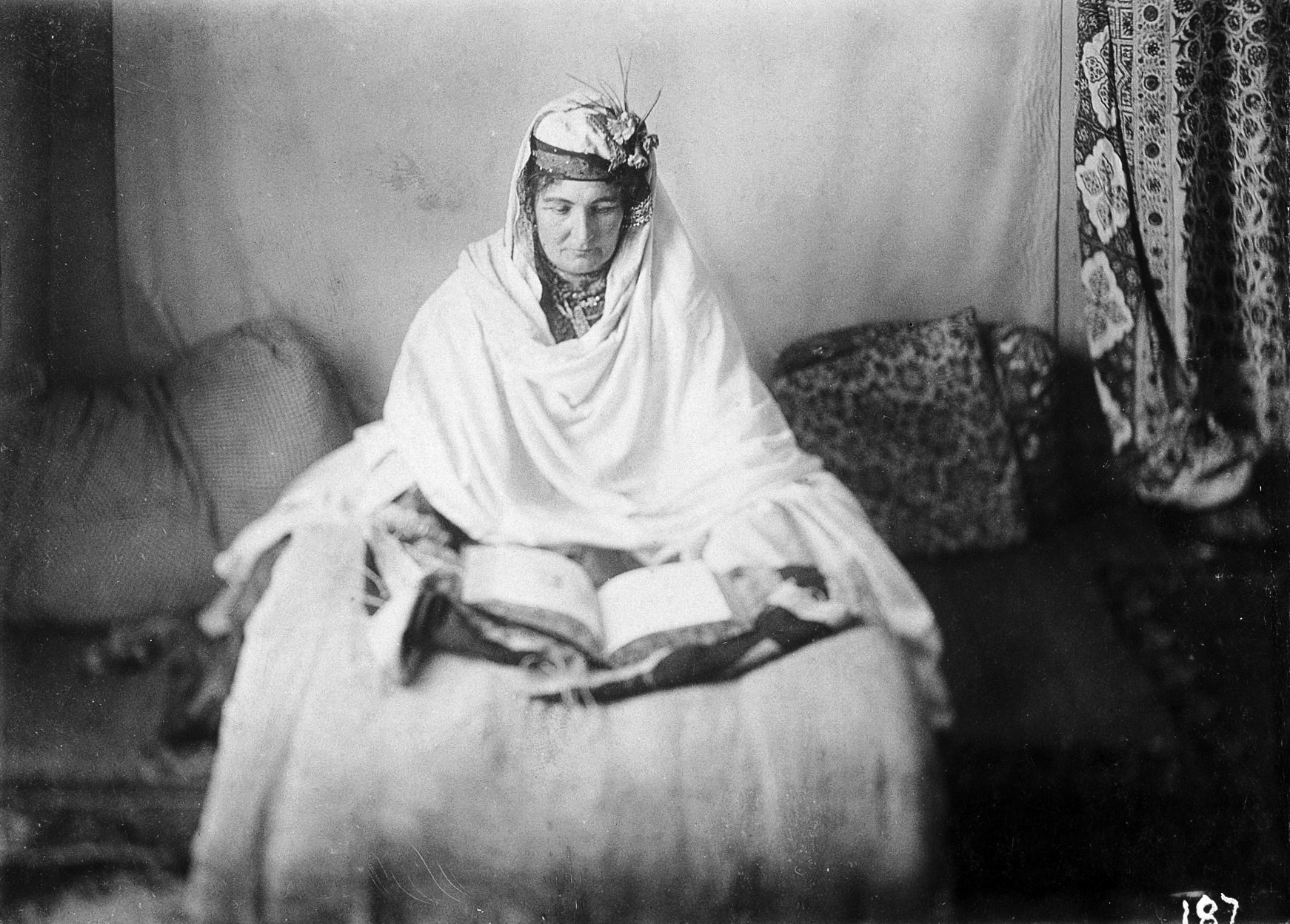
Dame du harem royal lisant le Coran, Kaboul (av. 1925)
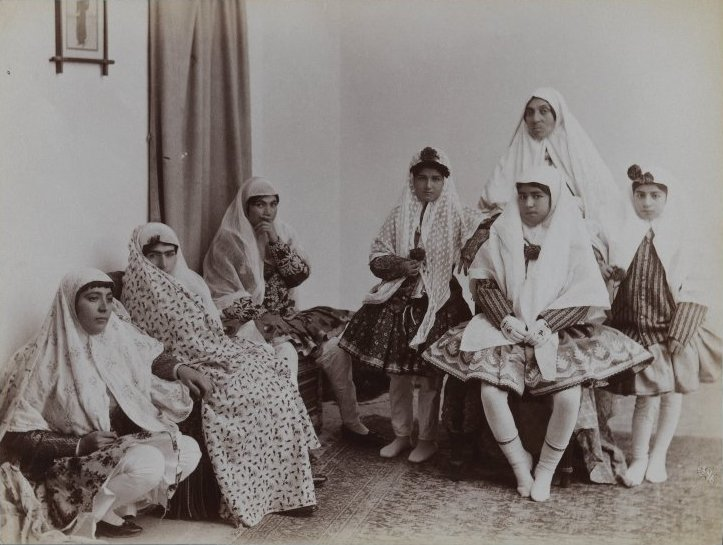
Mères et filles dans leurs costumes variés au harem (entre 1875 et 1933)

Bâtiments
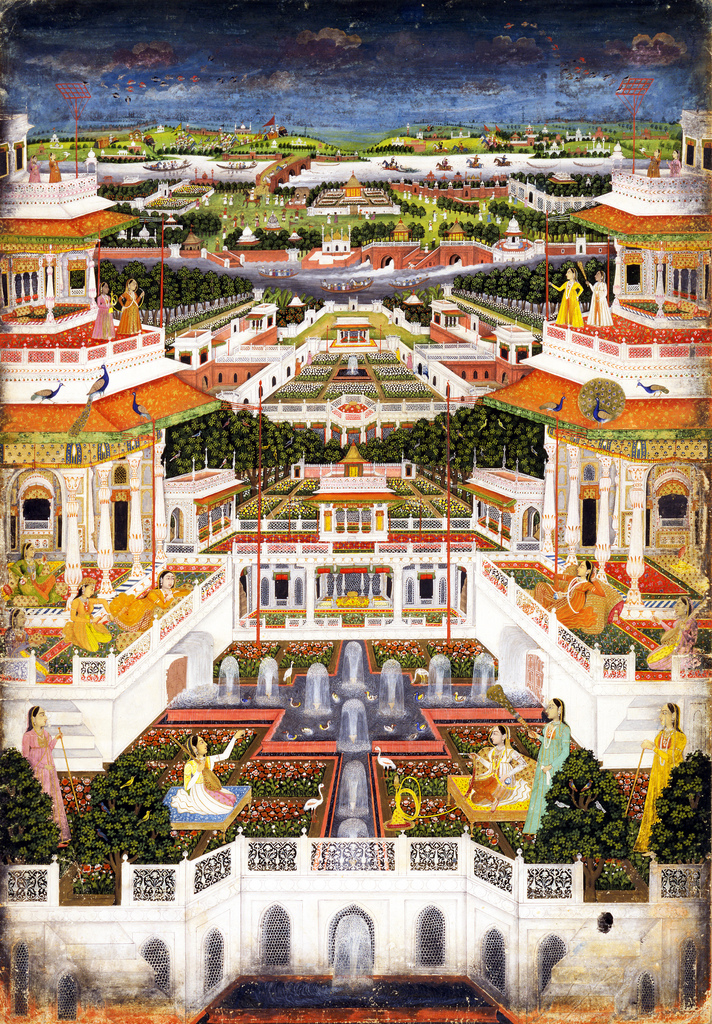
Complexe de palais avec jardins du harem, Faizabad ou Lucknow (Inde) (v. 1765)
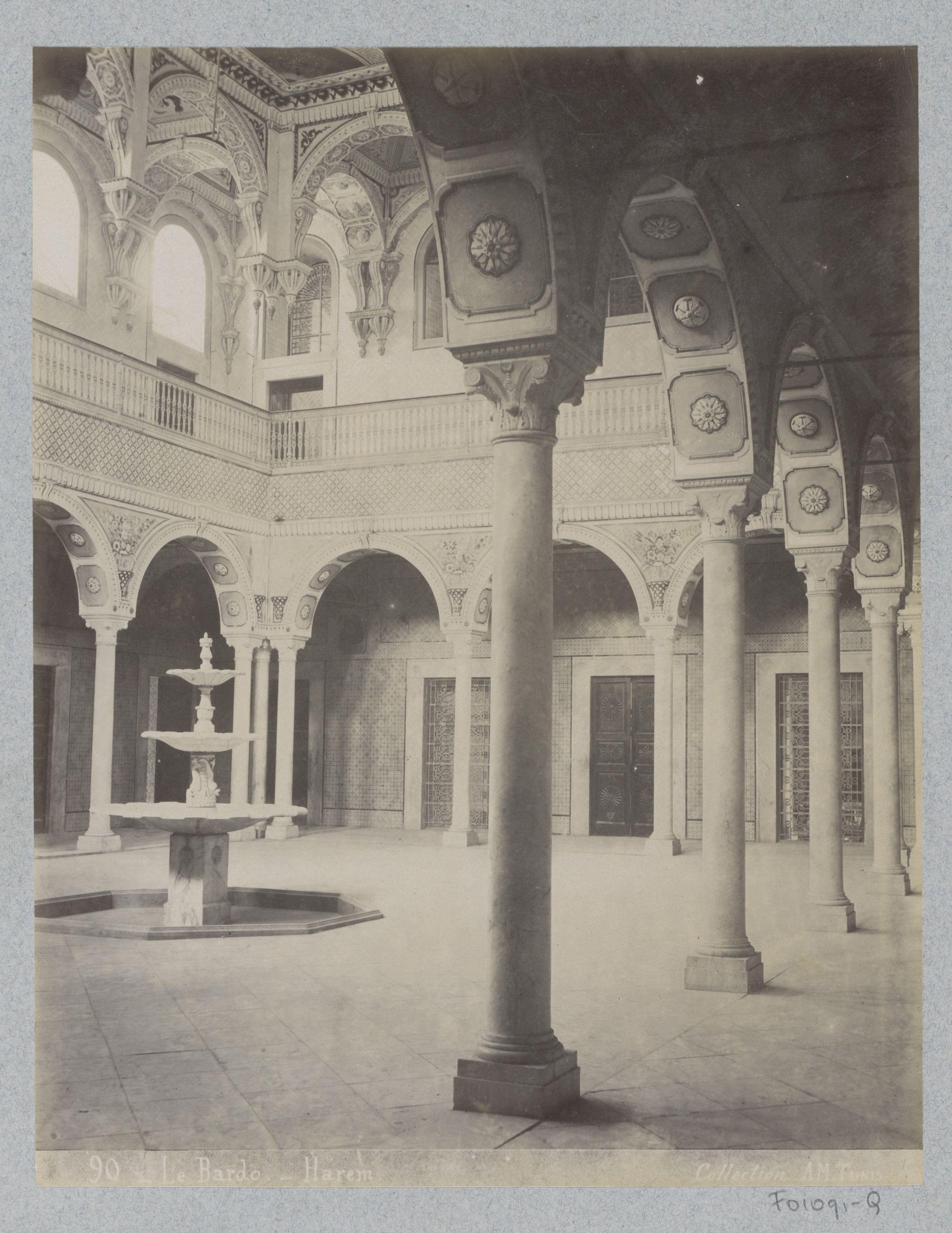
Salle des colonnes du harem au palais du Bardo à Tunis (Tunisie) (v. 1880 - 1900)
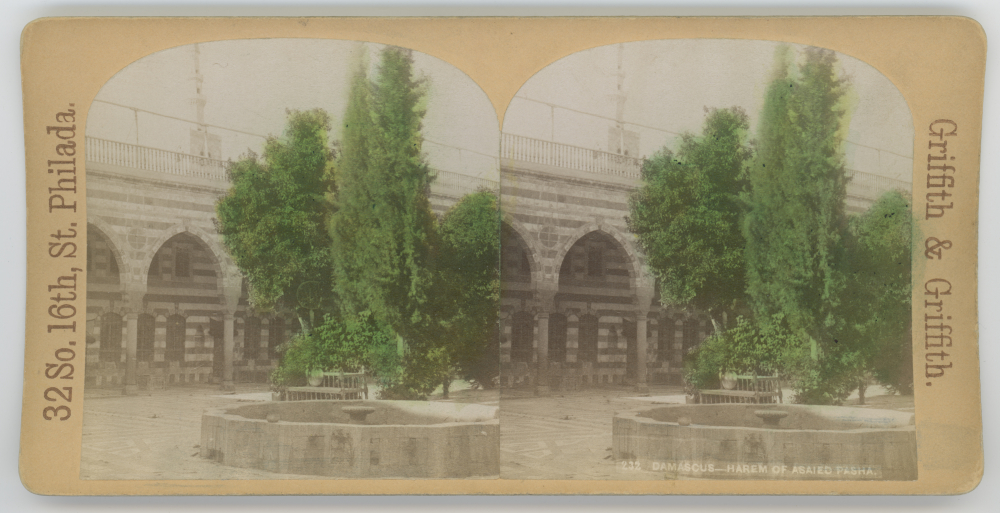
Harem d'Asaied Pacha à Damas (Syrie) (v. 1890 - 1900)
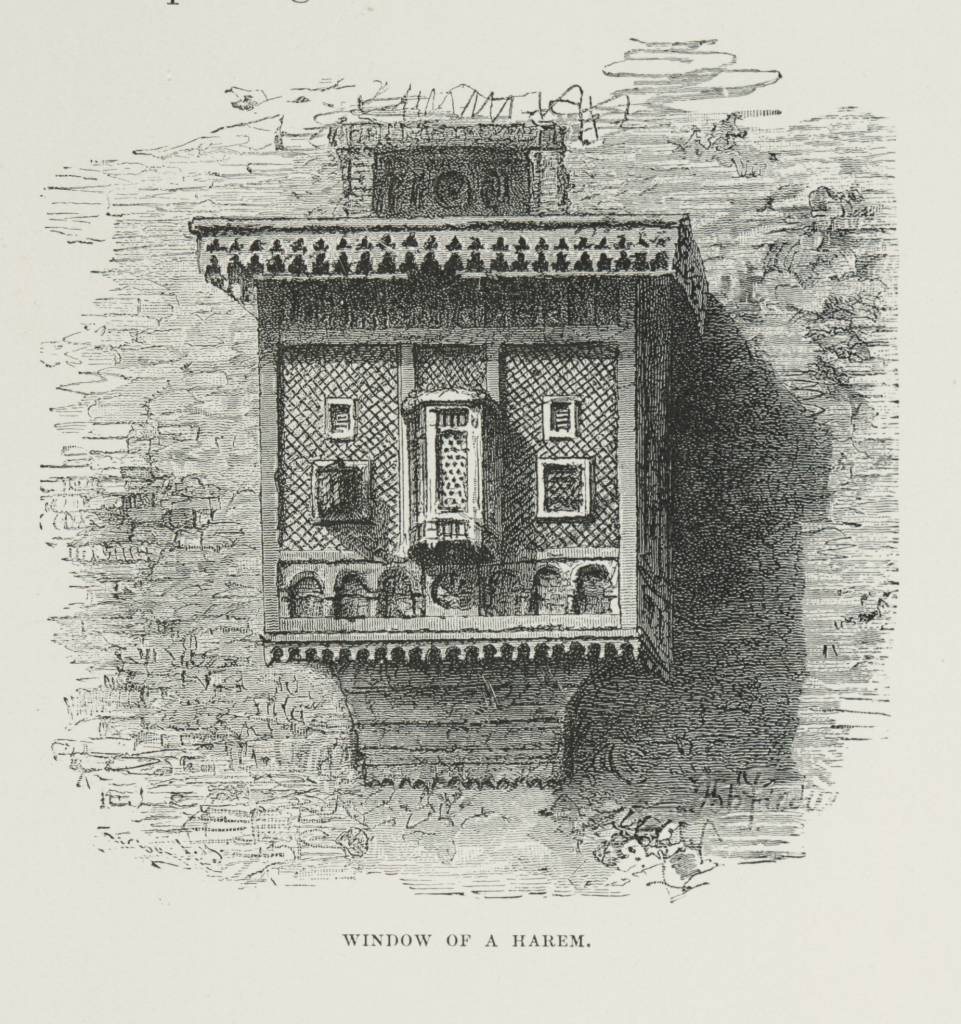
Fenêtre grillagée à moucharabieh dépassant du côté d'un bâtiment du harem, Égypte
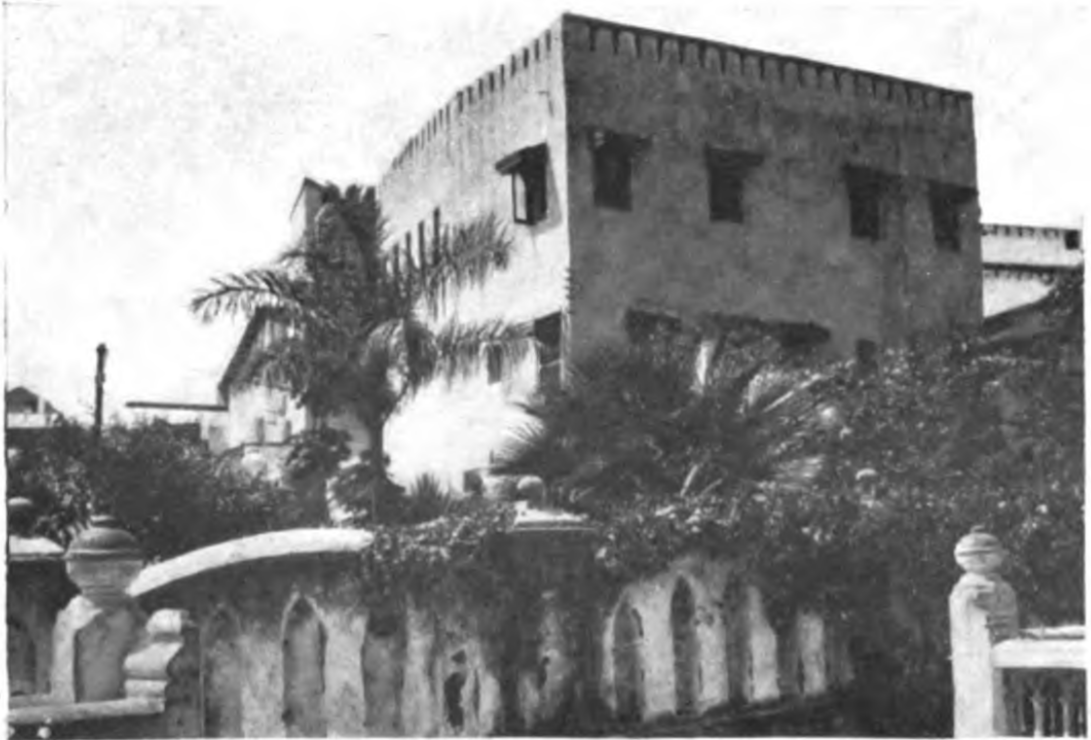
Partie de l'ancien harem de Zanzibar (Tanzanie) (1920)
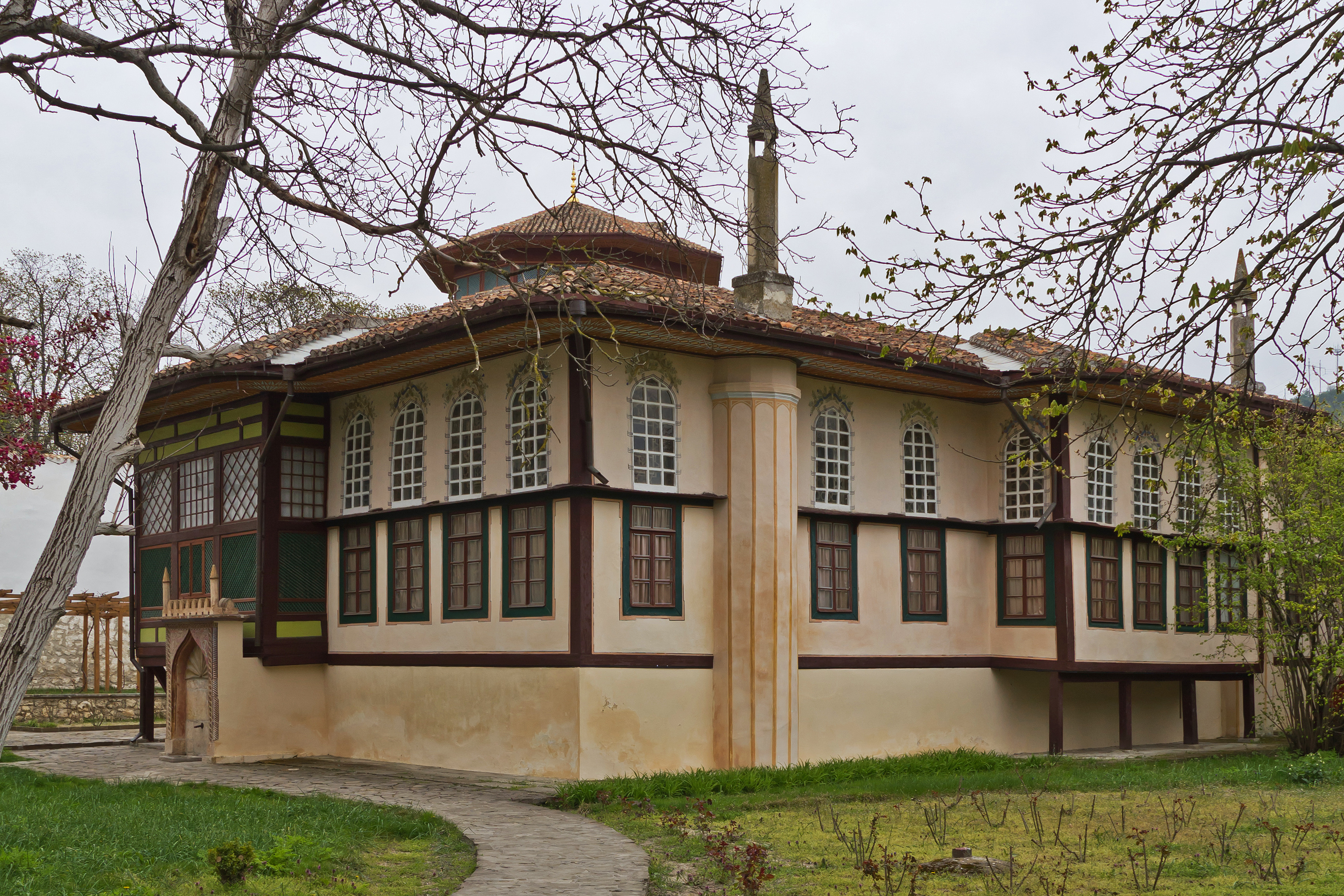
Bâtiment du harem du Khan's Palace (Hansaray) à Bakhchisaray, (Crimée)
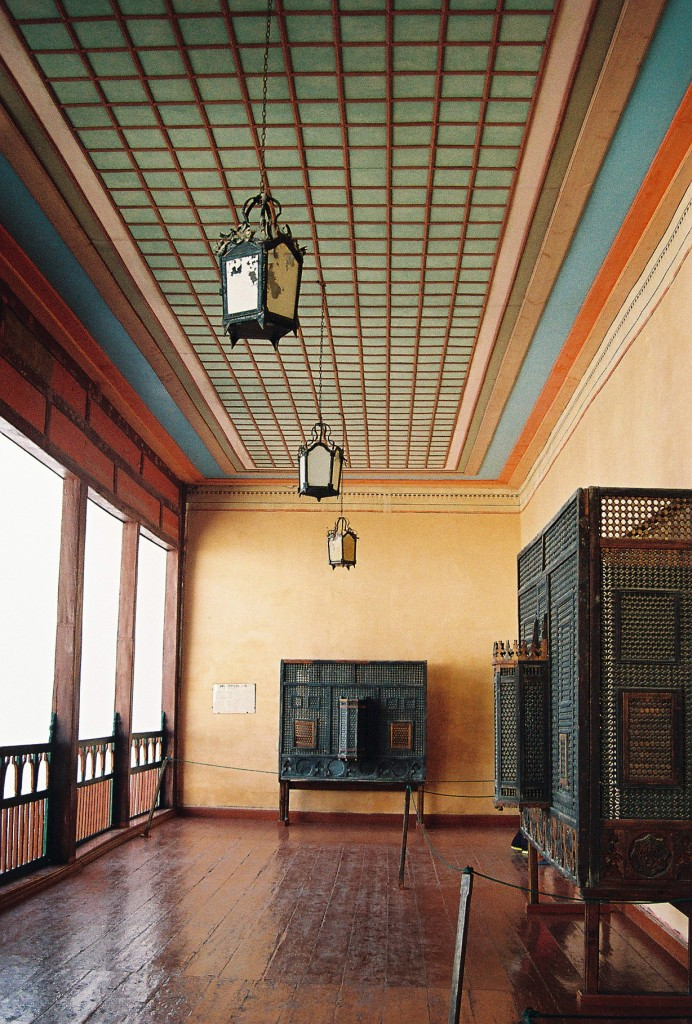
Entrée principale du harem du palais de Hansaray à Bakhchisaray (Crimée)
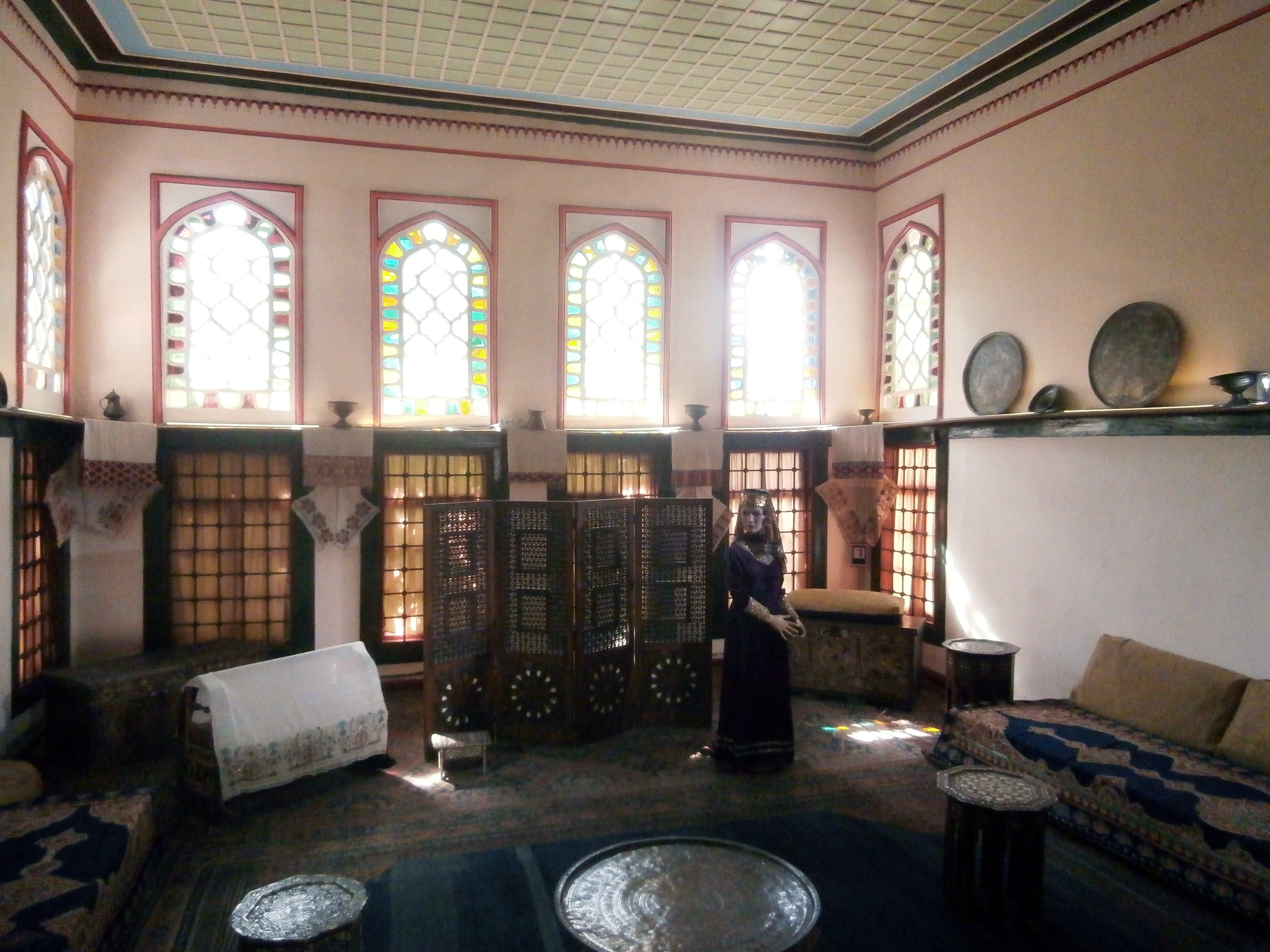
Chambre dans le harem du palais Hansaray à Bakhchisaray (Crimée)
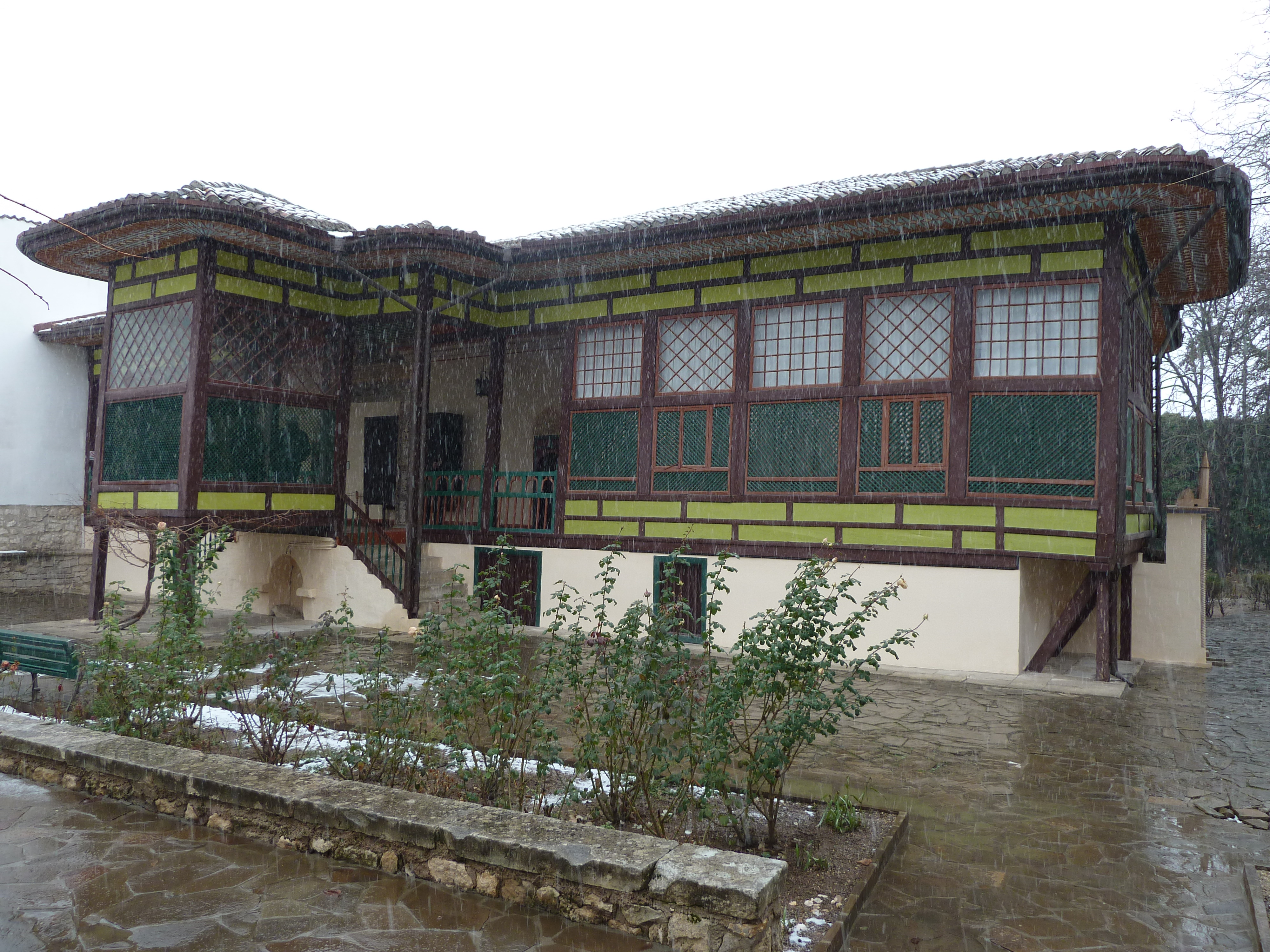
Harem du palais Bakhchisaray (Crimée)
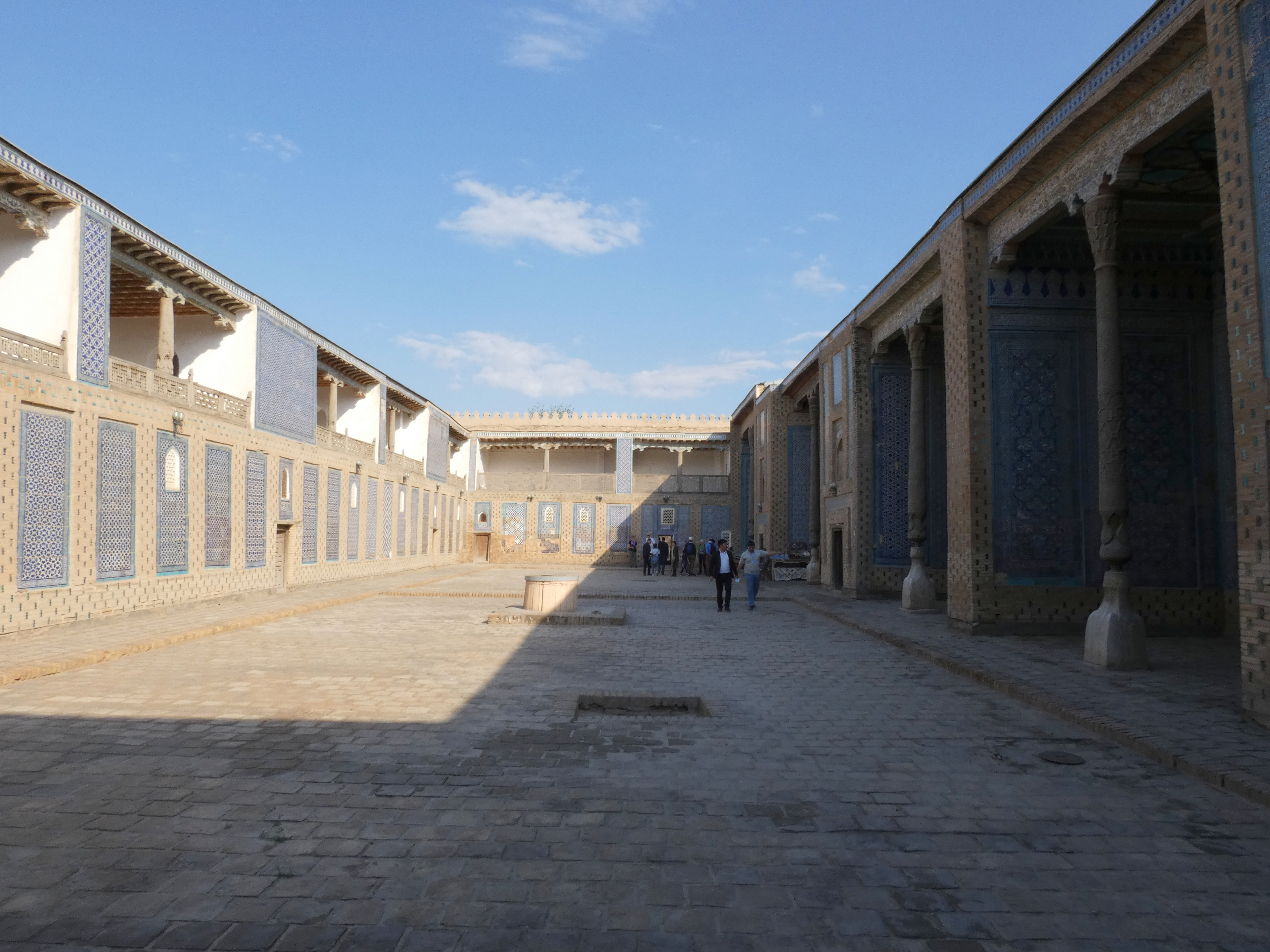
Cour intérieure du harem de Tasch Hauli à Khiva (Ouzbékistan)
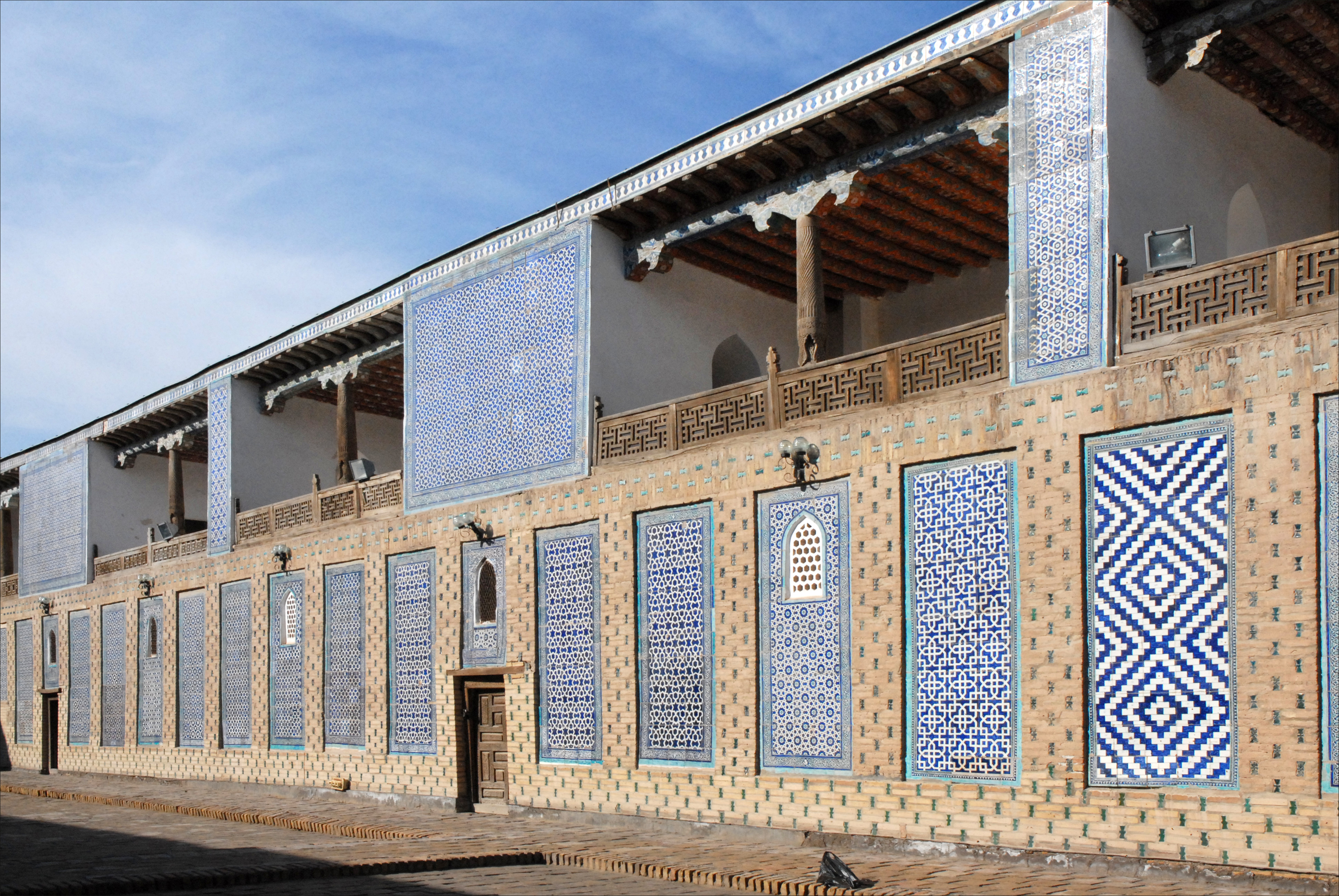
Harem du palais de Tash Khauli construit en 1831-1841, résidence du Khan de Khiva et ses quatre épouses (Ouzbékistan)
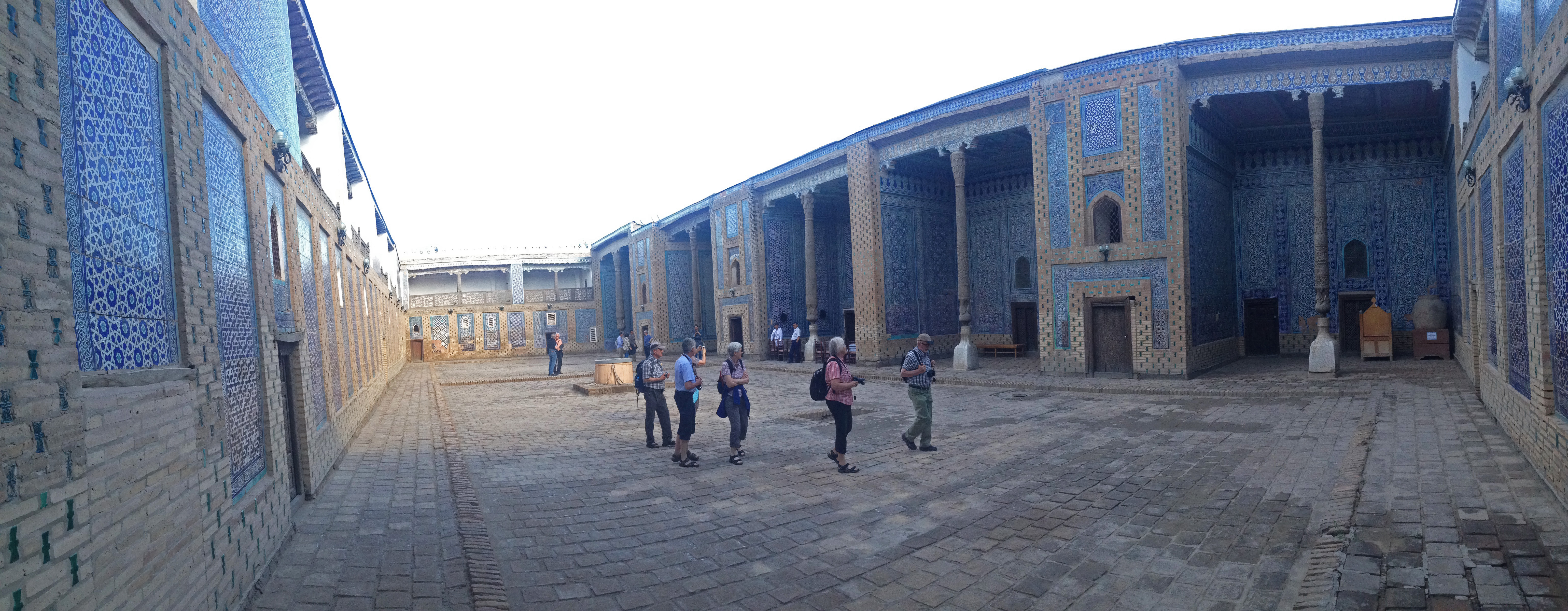
Vue des appartements du harem de Tasch Hauli à Khiva (Ouzbékistan)
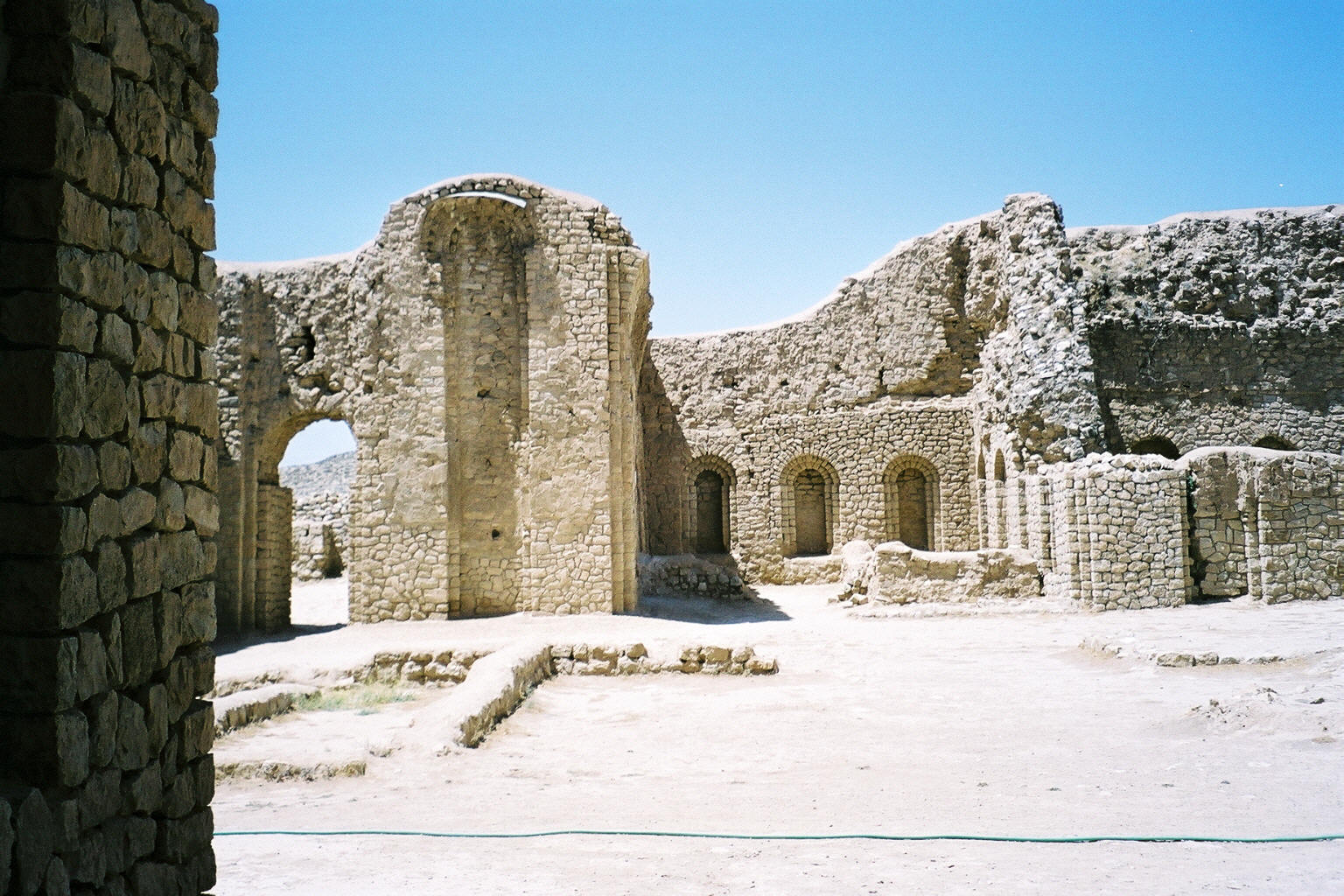
Ruines du harem du palais d'Ardéchir à Firuzabad (Perse)
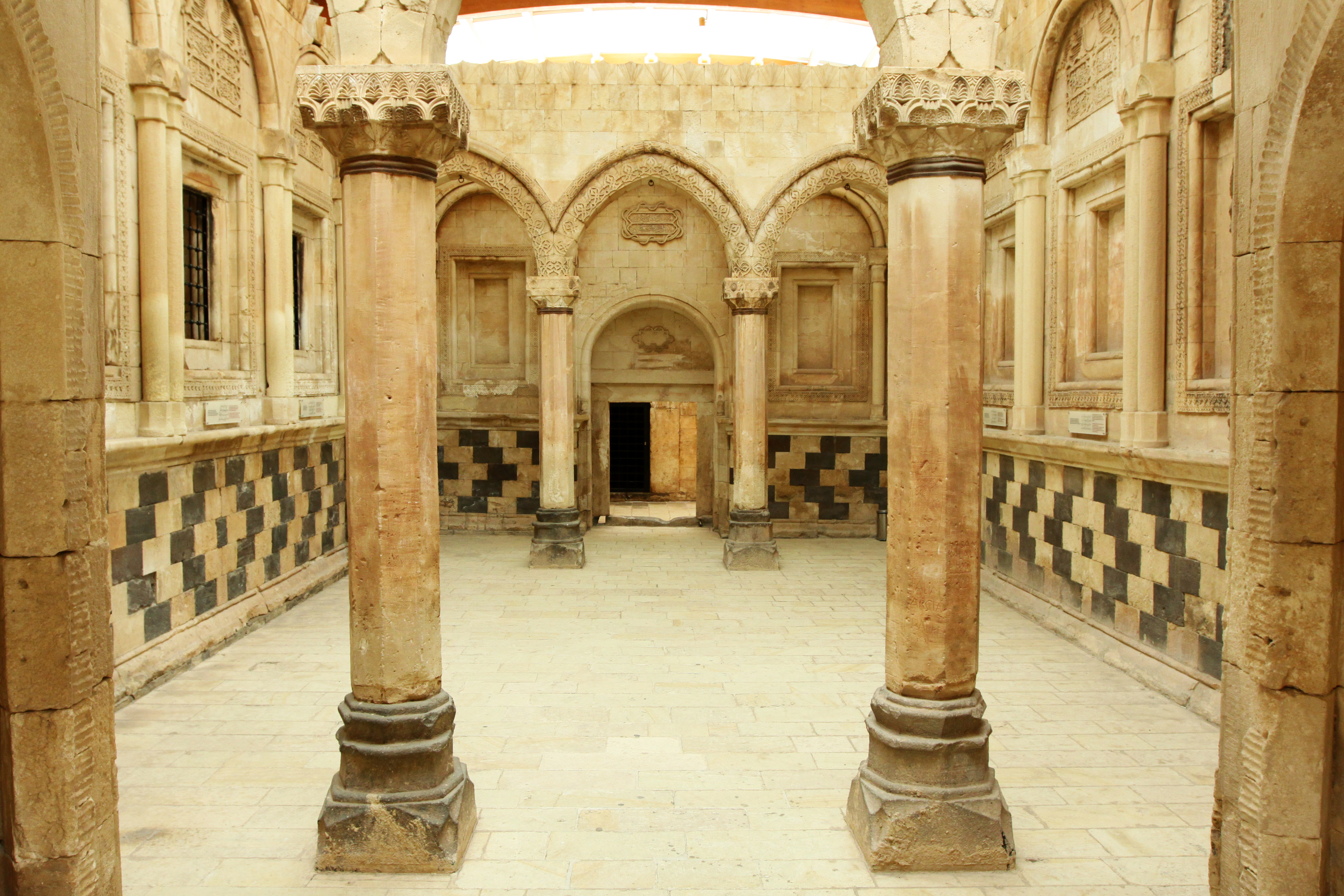
Salle du harem au palais Ishak Pasha à Doḡubayazit (Turquie)
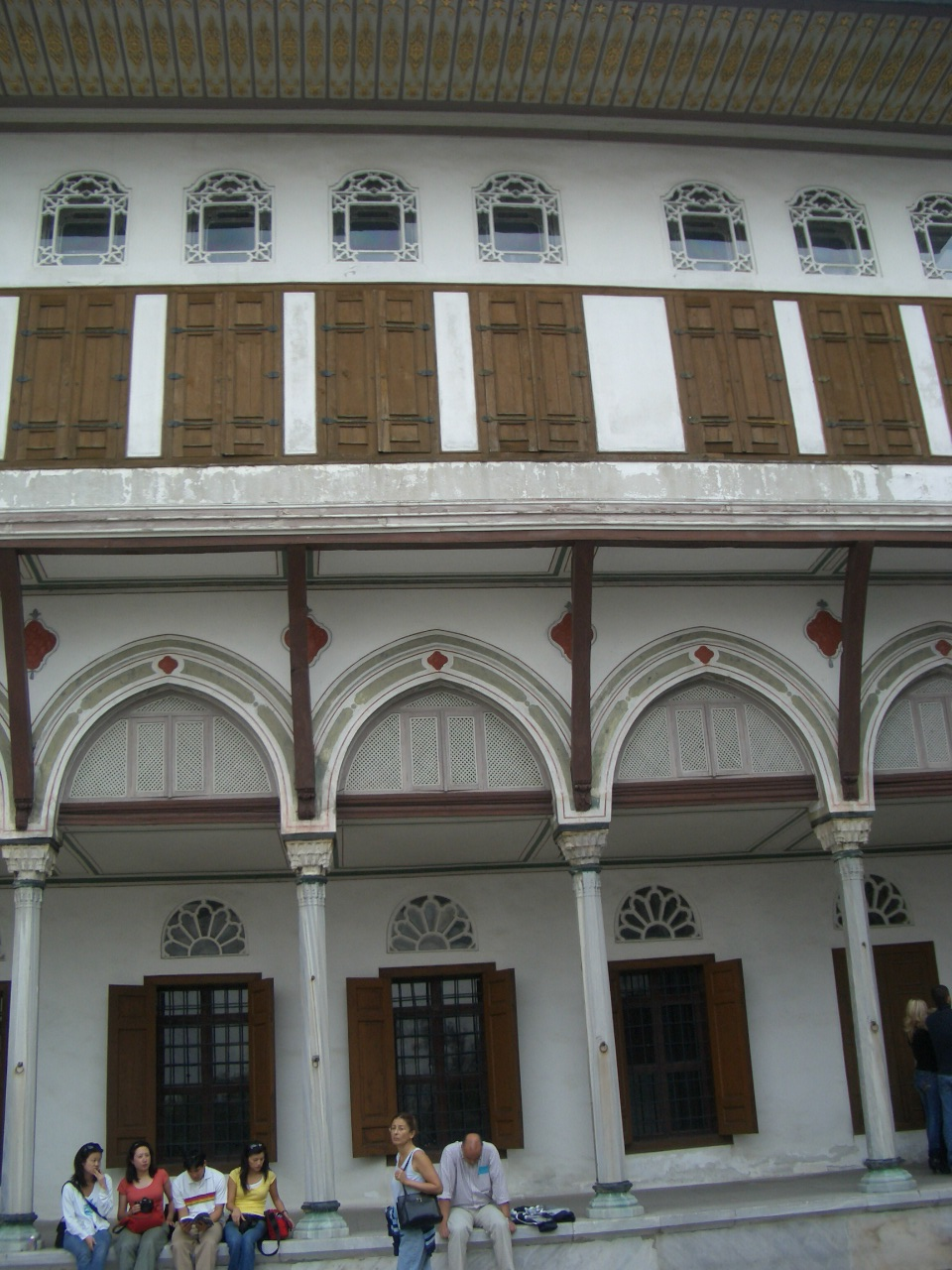
Harem Avlusu (Turquie)
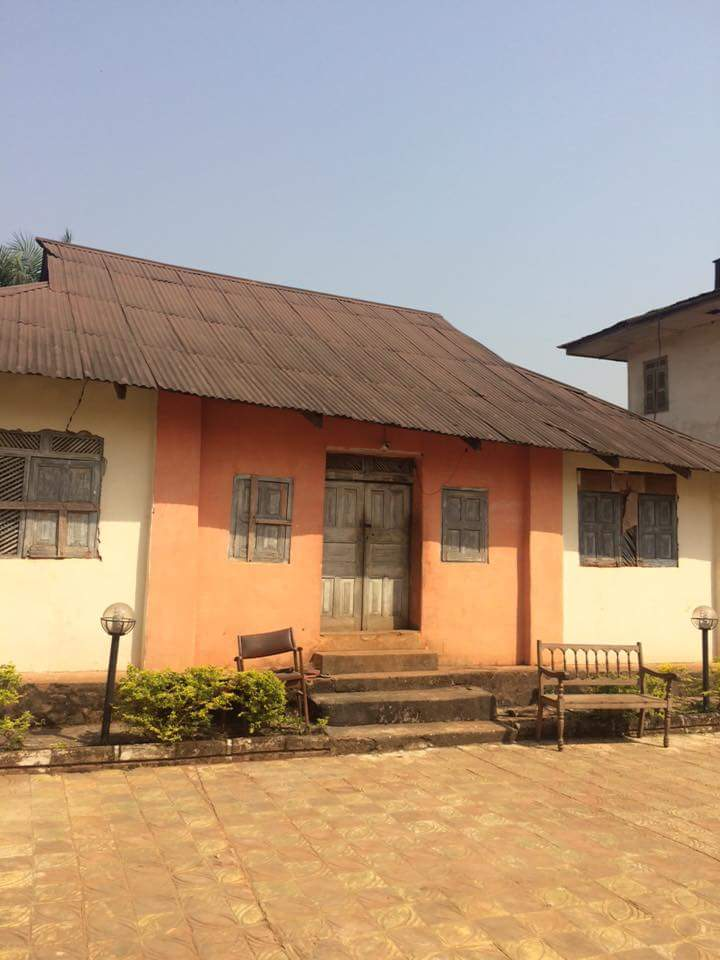
Harem construit en 1929 à Nwangele (Nigéria)
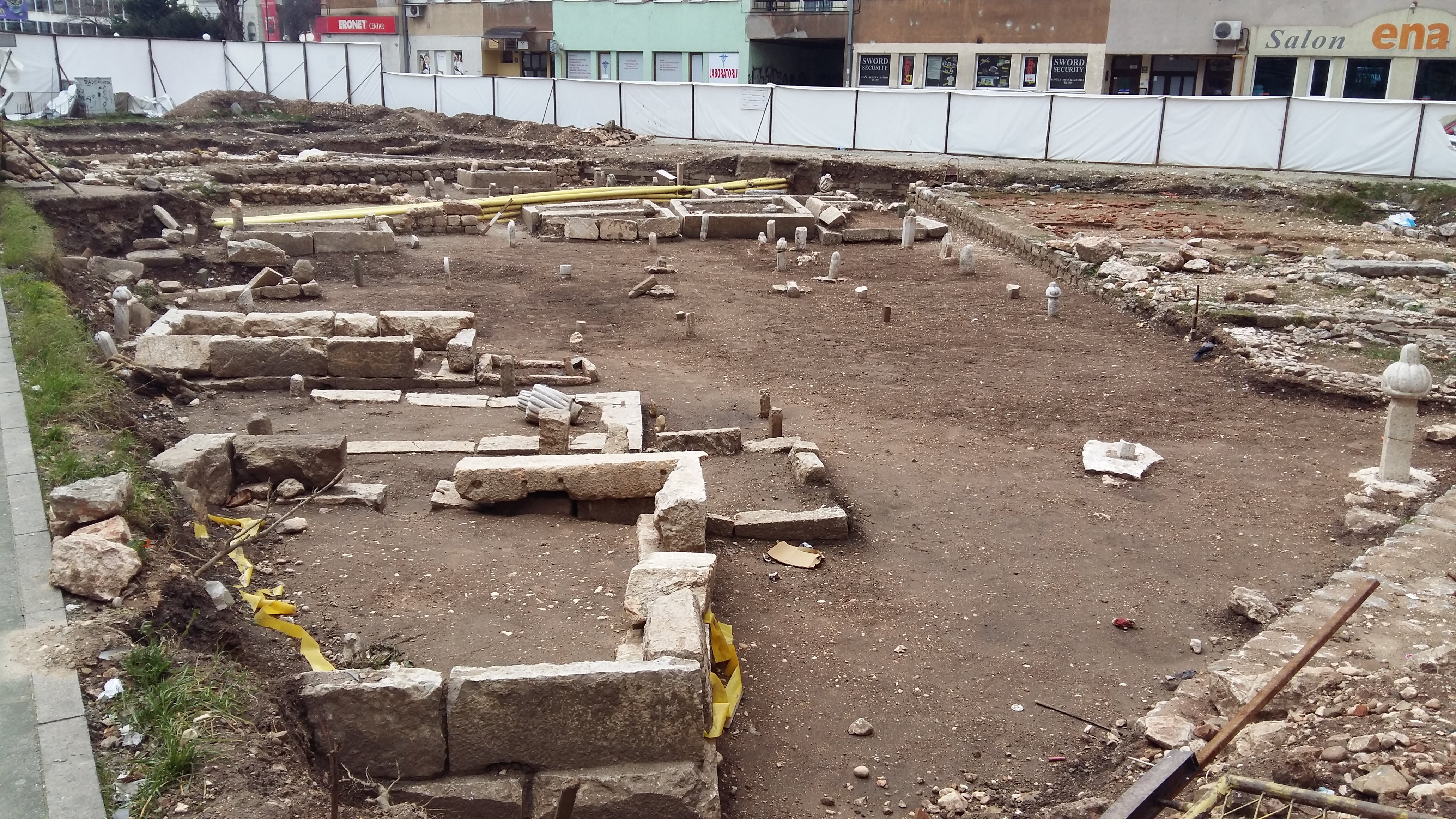
Ruines de la mosquée du harem Kalin Hajji Ali à Sarajevo (Bosnie-Herzégovine)

### Bibliographie

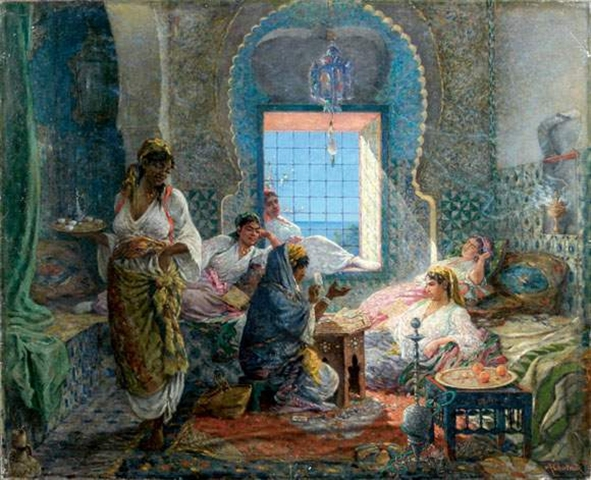
Le Harem (par Alfred Chataud).

### Filmographie
- (en) A Zenana, film documentaire américain réalisé par Roger Sandall et Jayasinhji Jhala, Documentary Educational Resources, Watertown, MA, 2007, 36 min (DVD)
- (fr) Harem, film de fiction franco-turc réalisé par Ferzan Ozpetek (1999) avec Marie Gillain et Alex Descas ; décrit la vie, la hiérarchie et les intrigues dans le dernier harem de l'Empire Ottoman.
- Muhtesem Yuzyil ou Le siècle magnifique (حريم السلطان) feuilleton turc décrivant la vie dans le harem de Soliman le magnifique.